# نمر
النَّمِرُ (الاسم العلمي: Panthera pardus) هو أحد أنواع فصيلة السنوريات وأصغر السنوريات الأربعة الكبرى المنتمية لجنس النمور (باللاتينية: Panthera)؛ حيث يُعد كل من الببر والأسد واليغور أكبر منه حجمًا. تنتشر النمور اليوم بشكل رئيسي تقريبًا في إفريقيا جنوب الصحراء الكبرى، وبعض المناطق في آسيا الجنوبية والشرقية حيث توجد منها جمهرات متجزئة في باكستان، الهند، إندونيسيا، ماليزيا، الصين، وجنوب شبه الجزيرة العربية، بعد أن كان موطنها في السابق يشمل جميع الدول الممتدة من شبه الجزيرة الكوريّة حتى جنوب إفريقيا، أي مناطق آسيا الشرقية، الجنوبية، الوسطى، الشرق الأوسط، تركيا، وجميع أنحاء إفريقيا. يعود السبب وراء تراجع أعداد النمور بشكل سريع إلى الصيد وفقدان المسكن كنتيجة للتمدن المتواتر في موائله ذات الكثافة السكانية العالية بالغالب. يُصنَّف النمر من قبل الاتحاد العالمي للحفاظ على الطبيعة على أنه قريب من خطر الانقراض بسبب المخاطر السالف ذكرها، إلا أنه على الرغم من ذلك لا يزال أكثر عددًا من باقي أنواع السنوريات المنتمية لجنس النمر والتي تواجه جميعها مخاطر أكبر من تلك التي تواجهها النمور.
يمتلك النمر قوائم قصيرة نسبيّاً، بالإضافة لجسد طويل وجمجمة ضخمة، وهو يشابه اليغور بشكل كبير من حيث الشكل الخارجي، لكنه أصغر حجمًا وأقل امتلاءً. فراء النمر مبقع برقط وردية الشكل تفتقد النقطة المركزية في وسطها التي تظهر عند اليغور، والبعض من النمور يولد وهو يحمل مورثة تسبب له لونًا داكنًا، وهذه النمور إما تكون سوداء كليًّا أو قاتمة جدًا، إلا أنه يبقى بالإمكان رؤية رقطها عندما تقف في ضوء الشمس، وتتشاطر كل من النمور واليغاور هذه المورثة، وتُعرف الحيوانات القاتمة هذه باسم «النمور السوداء» (بالإنجليزية: Black panthers).
يُعزى نجاح هذا النوع وانتشاره في مناطق متنوعة من العالم القديم إلى عاداته الانتهازية في الصيد ومقدرته على التأقلم مع أشكال مختلفة من المناخات والمساكن، بالإضافة لقدرته على التنقل لمسافة 58 كيلومتر (36 ميل) في الساعة. تقتات النمور على أي نوع من الحيوانات التي تستطيع الإمساك بها، حيث يتراوح حجم طرائدها من حجم الخنافس إلى حمر الزرد. تتراوح المساكن المفضلة عند هذه الحيوانات من غابات الأمطار إلى المناطق الصحراوية. يلعب النمر دورا بيئيّا مماثلًا للدور الذي يلعبه الكوجر في الأمريكتين.

## أصل التسمية
يُشتق اسم «نمر» في اللغة العربية من كلمة «نمار» و«نُمر» بمعنى علامات، والحيوان الأنمر هو الحيوان المرقط أو الذي يحمل علامات على جسده.

### ليس فهد بل نمر
يُطلق الكثير من الناس اليوم على هذه الحيوانات اسم «فهد» باللغة العربية، وذلك يعود إلى الاختلاط الذي حصل بين اللغة العربية والفارسية في العصور الوسطى وجعل العامّة يخلطون بين الببر والنمر والفهد، فكلمة «ببر» تعني في الواقع «نمر» باللغة الفارسية، أما «نمر» في العربية فهي صفة تطلق على الحيوان «الأنمر» أي ذي النُمر أو العلامات، والعرب لم يعرفوا حيوانا «أنمر» سوى النمر الأرقط الذي كان يعيش في جميع أنحاء شبه الجزيرة العربية وبلاد الشام، أما الببر فلم يعرفه العرب إلا عند فتح العراق وإيران، وعندها اقتبسوا اسمه الفارسي من سكان تلك البلاد. وخلال العصر الذهبي للإسلام دوّن العلماء الفرس اسم هذه الحيوانات باللغة المحلية، وكذلك فعل العلماء العرب، فعلى الرغم من أن الببر حيوان «أنمر» أي ذو علامات على جسده، إلا أنهم استعملوا اسمه الفارسي كي لا يحصل لغط بين الحيوانين، أما العامّة من الناس فاستمرت بإطلاق لفظ «نمر» على هذه الحيوانات للإشارة إلى هيئتها، وبهذا استمر اللغط بين الحيوانين حتى اليوم. وبالنسبة للفهد، فقد عاش أيضا في شبه الجزيرة العربية وبلاد الشام وعرفه العرب بهذا الاسم منذ القدم، وأطلقوا عليه أيضا اسم «النمر الصياد» بما أنه أيضا حيوان أنمر وكان يُستأنس ويُستخدم في الصيد، وبسبب الاختلاط الحاصل أصلا بين النمر والببر فقد استمر الكثير من الناس بإطلاق اسم نمر على الببور، فهد على النمور، وفهد صياد على الفهود، واستمر هذا الأمر لفترة طويلة بعد اضمحلال الحضارة الإسلامية العربية وأصبح راسخا عند كثير من الناس بسبب عدم بروز علماء أو أدباء ومترجمين عرب لتصحيح هذا الأمر طيلة عهد الدولة العثمانية، أي قرابة 400 سنة.
كان يُعتقد في العصور القديمة أن النمر حيوان هجين بين أسد ونمر أسود (Panther = بانثر) ويظهر هذا الأمر جليّا اليوم في الأسماء اللاتينية لهذا الحيوان المشتقة من الكلمة اليونانية المركبة: λέων «ليون» (أسد) وπάρδος «باردوس» (نمر ذكر)، وفي وقت لاحق اعتبر أن اسم النمور في معظم اللغات الأوروبية مشتق من كلمة سنسكريتية هي पृदाकु «برداكو» (أفعى، ببر، نمر أسود). لا تزال كلمة «بانثر» تُستعمل اليوم لوصف أنواعا مختلفة من السنوريات الكبيرة؛ ففي أمريكا الشمالية يُقصد بها الكوجر، وفي أمريكا الجنوبية اليغور، أما في باقي أنحاء العالم فهي اسم لاتيني أخر للنمر. وفي اللغة العربية أسماء محلية متعددة للنمر، مثل «قضر» الذي يُطلقه عليه السكان المحليون في محافظة ظفار بسلطنة عُمان.
استخدم عالم الحيوان السويدي كارولوس لينيوس اسم الجنس Felis في بداية الأمر لوصف النمر في مؤلفه من القرن الثامن عشر النظام الطبيعي (باللاتينية: Systema Naturae) قبل أن تُصنف بدقة أكبر وتُعطى اسم جنس النمور. يُشتق اسم الجنس الحالي للنمر، Panthera pardus، من كلمة لاتينية ذات جذور إغريقية وهي: πάνθηρ «بانثر، pánthēr». هناك اعتقاد سائد عند العامّة أن الاسم اللاتيني لهذه الحيوانات مركب من كلمتي παν «بان» (جميع)، وθηρ «ثير» (وحش)، إلا أن الخبراء يعتقدون بأن الكلمة ذات جذور هندو إيرانية بمعنى «الحيوان المصفر» أو «الضارب إلى الصفار»؛ وفي السنسكريتية فإن أصل هذه الكلمة، الذي استخدم في اللغة الإغريقية وتبدل لفظه مع الوقت، هو पाण्डर «باندارا»، وهو بدوره مشتق من पुण्डरीक «بونداريكا» (ببر، والكثير من المعاني الأخرى). تشابه الأسماء الأوروبية للنمر بعضها البعض أو تتماثل كليّا، كما في حالة اسمه الألماني والإنكليزي "Leopard"، والإيطالي "Leopardo"، والهولندي "luipaard" الذي يعني حرفيّا «المحتال» أو «المتسلل».

## تصنيف النوع وتطوره
|  | Neofelis nebulosa - النمر الملطخ   |
|  |                                    |
|  | Neofelis diardi - نمر سوندا الملطخ |
|  |                                    |

|  | Panthera tigris - الببر  |
|  |                          |
|  | Uncia uncia - نمر الثلوج |
|  |                          |

|  | Panthera leo - الأسد    |
|  |                         |
|  | Panthera onca - اليغور  |
|  |                         |
|  | Panthera pardus - النمر |
|  |                         |

|  | Panthera tigris - الببر  |
|  |                          |
|  | Uncia uncia - نمر الثلوج |
|  |                          |

|  | Panthera leo - الأسد    |
|  |                         |
|  | Panthera onca - اليغور  |
|  |                         |
|  | Panthera pardus - النمر |
|  |                         |

|  | Neofelis nebulosa - النمر الملطخ   |
|  |                                    |
|  | Neofelis diardi - نمر سوندا الملطخ |
|  |                                    |

|  | Panthera tigris - الببر  |
|  |                          |
|  | Uncia uncia - نمر الثلوج |
|  |                          |

|  | Panthera leo - الأسد    |
|  |                         |
|  | Panthera onca - اليغور  |
|  |                         |
|  | Panthera pardus - النمر |
|  |                         |

|  | Panthera tigris - الببر  |
|  |                          |
|  | Uncia uncia - نمر الثلوج |
|  |                          |

|  | Panthera leo - الأسد    |
|  |                         |
|  | Panthera onca - اليغور  |
|  |                         |
|  | Panthera pardus - النمر |
|  |                         |

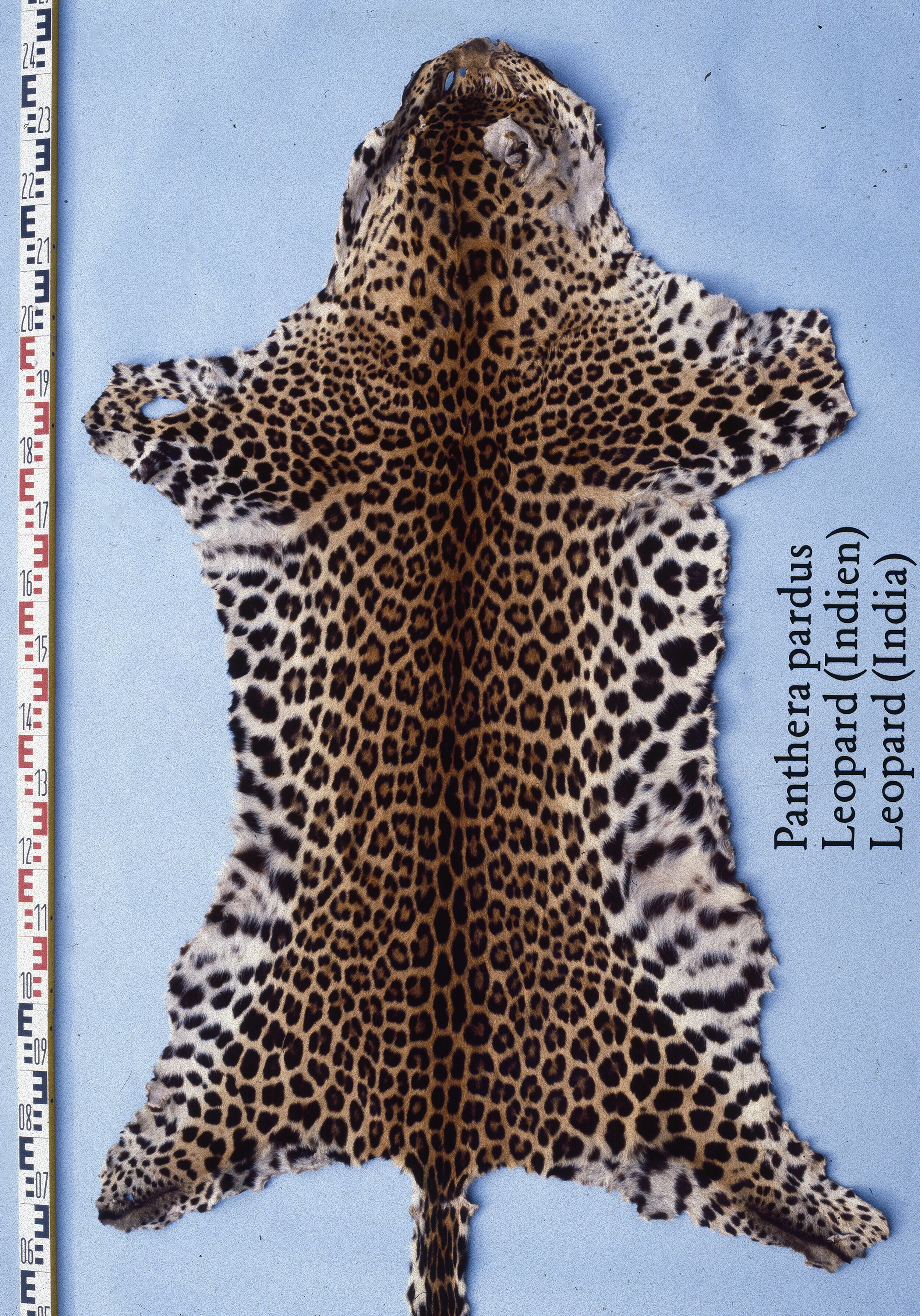
جلد النمر.

تعرّض جنس النمر، كما باقي أجناس الأنواع المنتمية لفصيلة السنوريات للكثير من الجدل والتغيرات مع تطور الدراسات المختصة بعلم الأحياء وفروعه، ولا تزال العلاقة المحددة بين الأنواع الأربعة الكبرى من السنوريات (بالإضافة للنمر الملطخ ونمر الثلوج) مبهمة. أظهرت بعض الدلائل التي برزت من دراسة الحمض النووي أن الأسد، الببر، النمر، اليغور، نمر الثلوج، والنمر الملطخ، يتشاطرون سلفا مشتركا عاش منذ 11 مليون سنة — ويعتبر تطوره ونشوء هذه الأنواع منه الانقسام القاعدي عند فصيلة السنوريات. يُظهر سجل المستحاثات أن جنس النمور برز منذ مليوني إلى 3.8 ملايين سنة، أي خلال العصر الحديث القريب.
اقترح العالمين الصينيين «يو» و«زانغ» في عام 2005، أن النمر أكثر ارتباطا بنمر الثلوج من باقي السنوريات الكبرى، حتى إنهما ذهبا إلى وضع الأخير ضمن جنس النمور كذلك الأمر "P. uncia" مما يجعل عدد المنتمين لهذا الجنس خمسة. أما الدراسات العلمية المقبولة والمعترف بها، مثل «ثدييات العالم»، فلا تزال تضع نمر الثلوج في جنس خاص به وحده تحت الاسم العلمي "Uncia uncia"، إلا أن هذا الأمر غير ثابت، حيث أن بعض العلماء الذين قاموا بدراسات أخرى معترف بها، يؤيدون وضع نمر الثلوج ضمن جنس النمور، إلا أنهم يقولون بأن هذه الحيوانات أقرب إلى الببر من باقي السنوريات. يُعتقد بأن النمر إنشق عن السلف المشترك للسنوريات الكبرى في وقت لاحق على انشقاق الببر ونمر الثلوج، وسابق على اليغور والأسد. كانت الدراسات القديمة تفترض أن النمر يرتبط بشكل وثيق بالأسد واليغور، وحتى عام 2001 كان يُعتقد بأن هذه الحيوانات انفصلت عن باقي أقرباؤها بالتزامن مع الأسود، وفق تحاليل للمورثات القديمة الخاصة بالإفرازات الكيميائية عند السنوريات.
يُعتقد أن أول سنور يمكن تصنيفه بأنه من جنس النمور ظهر في آسيا، ومن ثم هاجرت أسلاف النمر وغيره من السنوريات المتحدرة منه إلى أفريقيا. يُقدر عمر أقدم المستحاثات التي عُثر عليها وتعود لأسلاف النمر، بحوالي مليونين إلى 3.5 ملايين سنة، وتماثل هذه العينات من العصر الحديث الأقرب اليغاور البدائية. يُفترض بأن النمر الحالي تطور في إفريقيا منذ حوالي 825,000 إلى 470,000 سنة، ثم انتشر عبر آسيا منذ قرابة 300,000 إلى 170,000 سنة.

### السلالات الحاليّة

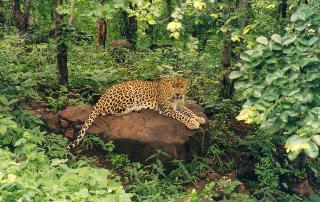
النمر الهندي.

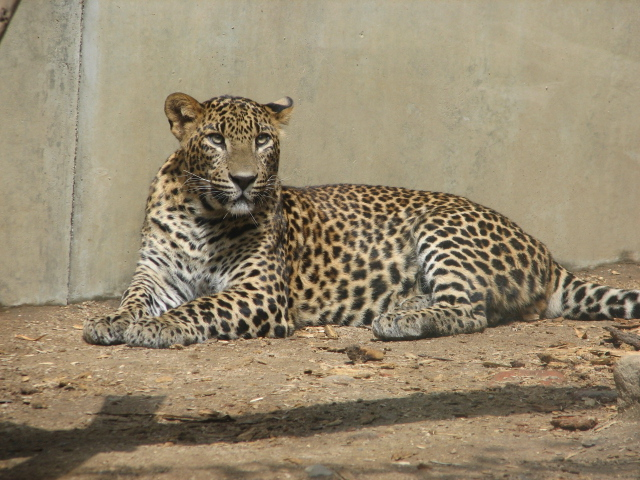
النمر السريلانكي.

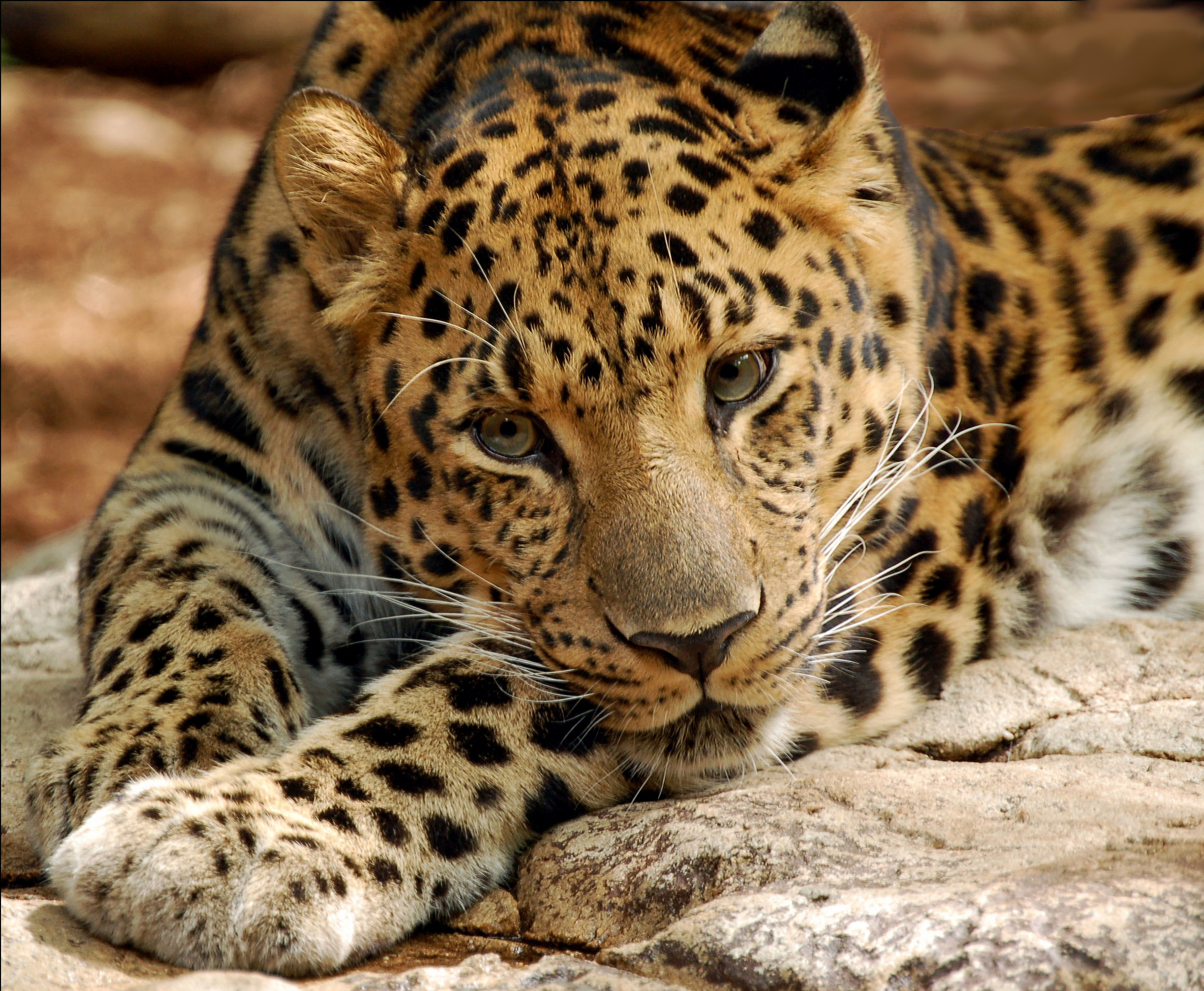
النمر الشمالي (الآموري).

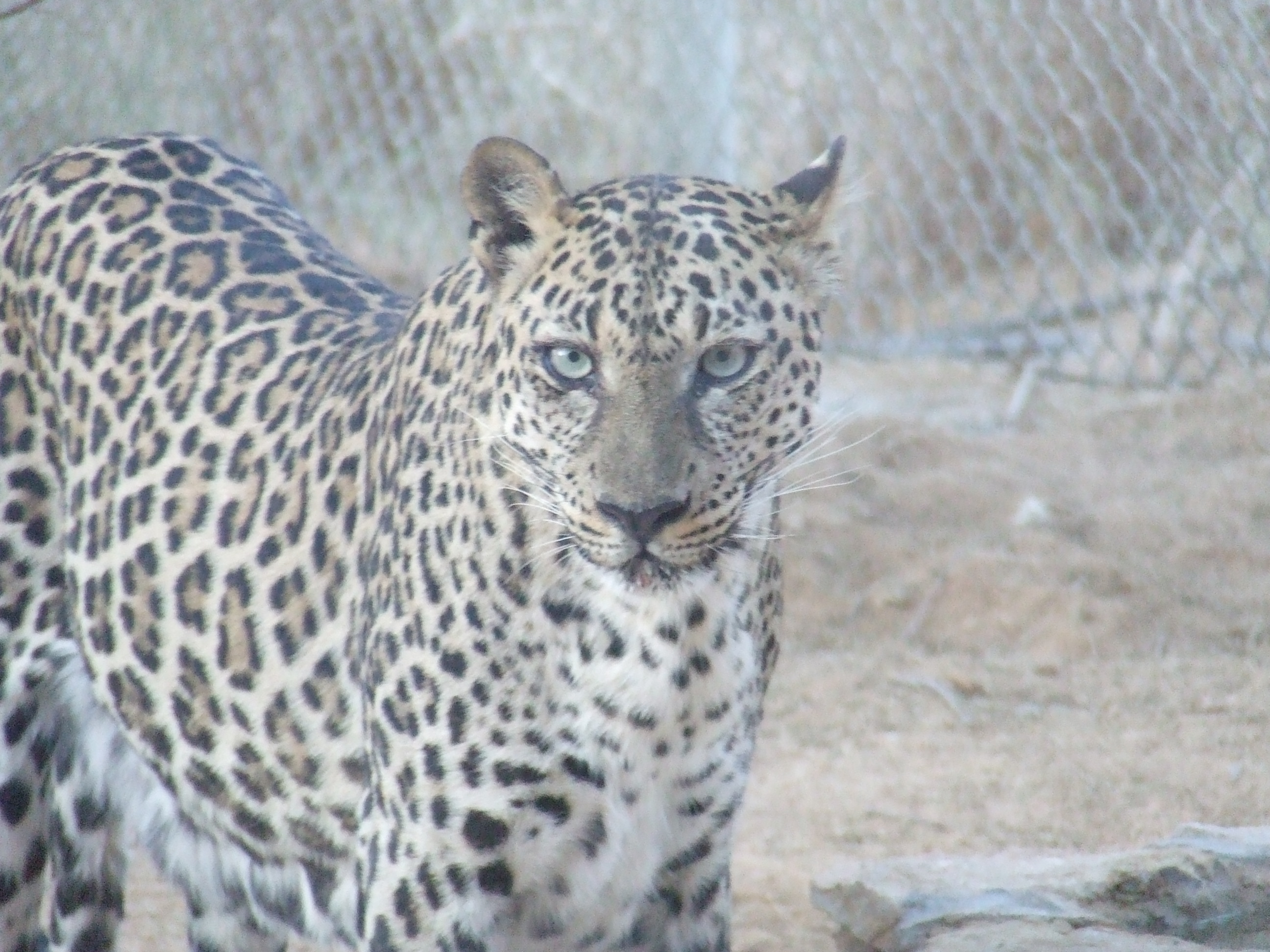
النمر العربي.

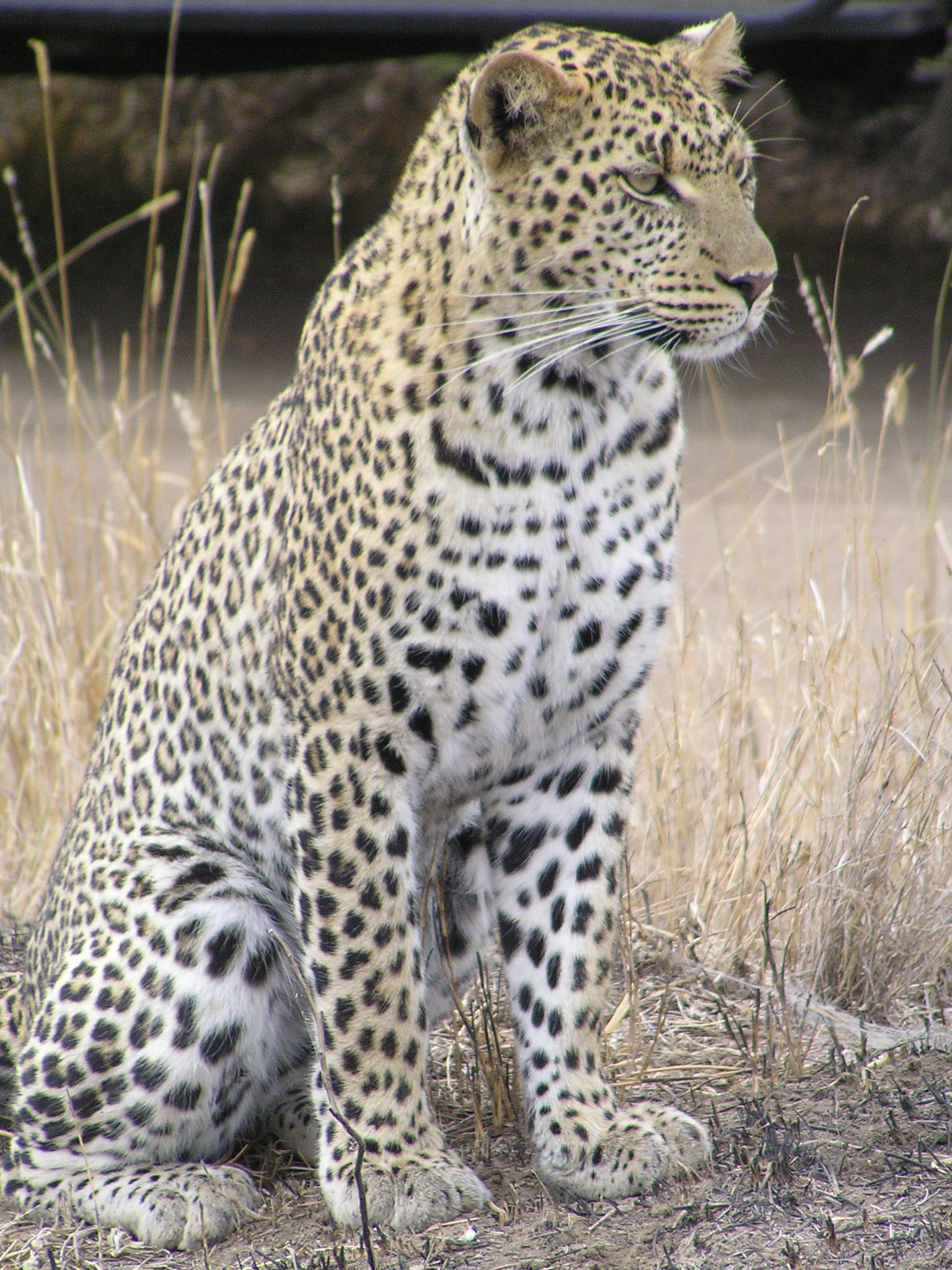
النمر الإفريقي، يضم الآن 11 سلالة سابقة.

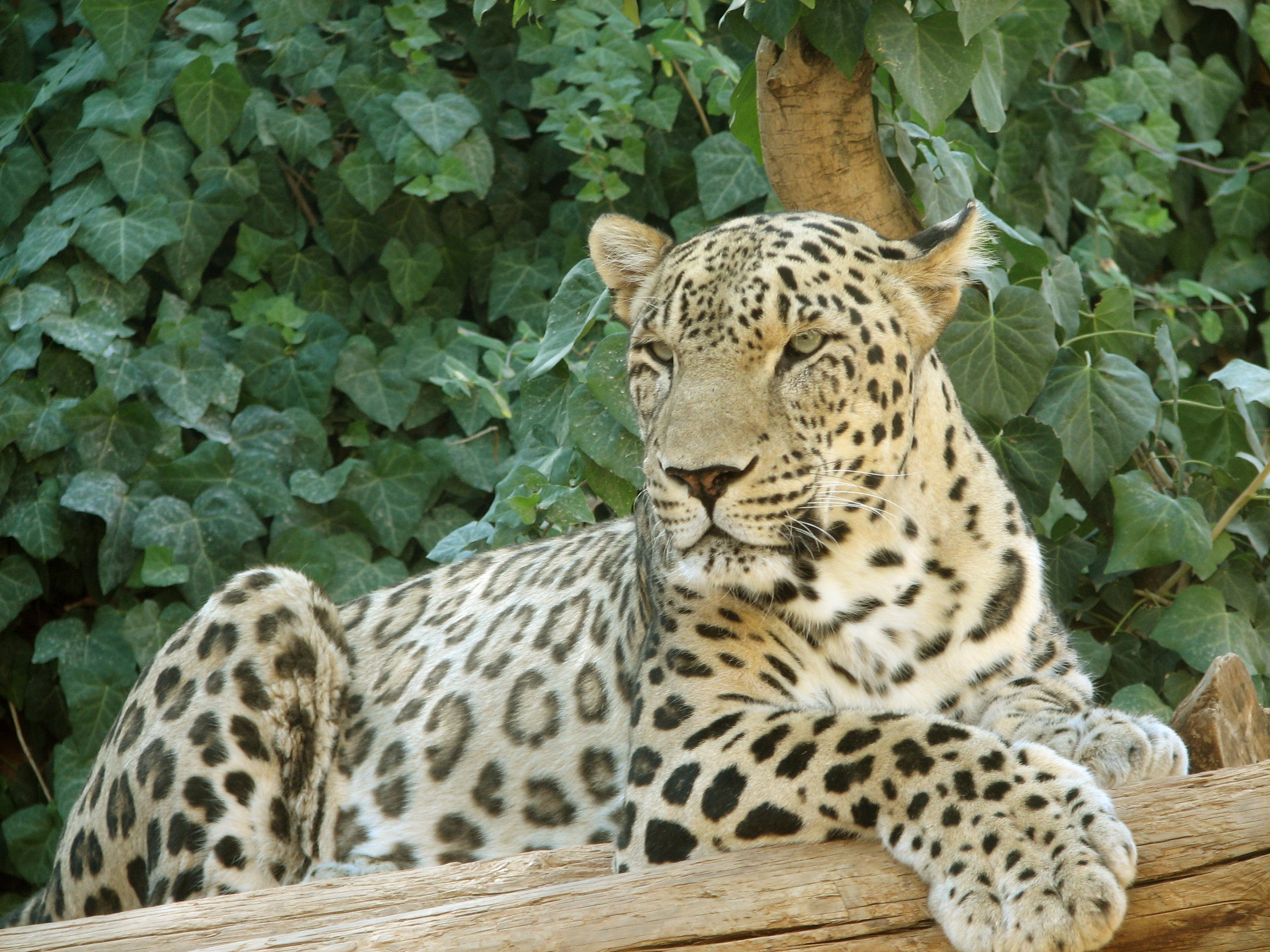
النمر الفارسي، يضم الآن 5 سلالات سابقة ويقول بعض العلماء أنه يجب أن يضم سلالة النمر العربي أيضا.

كان العلماء يصنفون قرابة 27 سلالة من النمور، وقد ازداد عدد هذه السلالات منذ أيام لينيوس في القرن الثامن عشر وصولا إلى عهد عالم الحيوان البريطاني ريغينالد بوكوك خلال أوائل القرن العشرين. وفي عام 1996 قام بعض العلماء بمراجعة هذا التصنيف وتقليل عدد السلالات إلى 8 فقط، وفقا لتحاليل الحمض النووي، ولا يزال هذا التصنيف الأخير هو المتبع حاليا،. ولكن في عام 2001 اقترح بعض الباحثين وضع النمر العربي (P. pardus nimr) ضمن سلالة النمر الفارسي وعدم اعتباره سلالة مستقلة، لكن هذا الأمر لم يؤخذ على محمل الجد حتى الآن. يقول هؤلاء الباحثون أن عدد السلالات الحالية قد يكون مبنيّا على سوء تقدير، بسبب التصنيف المحدود الذي تمّ للنمور الأفريقية، وبالتالي فقد يكون هناك عدد من السلالات الأفريقية. أما السلالات المعترف بها حاليّا فهي:
- السلالة الإندونيسية (النمر الإندونيسي، P. pardus delacouri)، تنتشر في البر الرئيسي للهند الصينية.
- السلالة الهندية (النمر الهندي، P. pardus fusca)، تنتشر في الهند، جنوب شرق النيبال، شمال بنغلاديش، وبعض أجزاء باكستان.
- السلالة اليابانية (نمر شمال الصين، P. pardus japonensis)، توجد في الصين.
- السلالة السريلانكية (النمر السريلانكي، P. pardus kotiya)، توجد في سريلانكا. مهددة بدرجة متوسطة، منها 40 فردا بالأسر فقط.[29]
- السلالة الجاويّة (النمر الجاوي، نمر جاوة، P. pardus melas)، توجد في جزيرة جاوة.
- السلالة الشرقية (النمر الشمالي أو نمر آمور، P. pardus orientalis)، تنتشر في الشرق الأقصى الروسي، شمال الصين، وكوريا. أحد أكبر السلالات، أطول النمور فراءً وأكثرها اكتنازا، مهدد بدرجة قصوى، بقي منه قرابة 50 حيوان في البرية[30] وحوالي 120 في الأسر.
- السلالة النمرية (النمر الأفريقي، P. pardus pardus)، تنتشر في أفريقيا.
- السلالة الفارسية (النمر الفارسي، النمر الإيراني، P. pardus saxicolor)، تنتشر في جنوب غرب آسيا.أحد أكبر السلالات إن لم يكن أكبرها، مهدد بدرجة متوسطة، منه 130 حيوانا في الأسر.
- السلالة النمراء (النمر العربي، P. pardus nimr)، تنتشر بشكل رئيسي في شبه الجزيرة العربية. مهدد بدرجة قصوى، بقي منه قرابة 200 حيوان بري فقط[31][32][33]، وقرابة العشرين في الأسر.

### السلالات السابقة
سلالات تُضم اليوم ضمن السلالة الأفريقية
- السلالة النمرانية (النمر البربري، P. pardus panthera).
- سلالة رأس الرجاء الصالح (نمر رأس الرجاء الصالح، P. pardus melanotica).
- سلالة أفريقيا الوسطى (نمر أفريقيا الوسطى، P. pardus shortridgei).
- سلالة الكونغو (نمر الكونغو، P. pardus ituriensis).
- السلالة السواحلية (نمر أفريقيا الشرقية، P. pardus suahelica).
- السلالة الإرترية (النمر الإرتري، P. pardus antinorii).
- السلالة الصومالية (النمر الصومالي، P. pardus nanopardus).
- السلالة الأوغندية (النمر الأوغندي، P. pardus chui).
- سلالة أفريقيا الغربية (نمر أفريقيا الغربية، P. pardus reichinowi).
- السلالة النمراوية (النمر الغابوي لأفريقيا الغربية، P. pardus leopardus).
- سلالة زنجبار (نمر زنجبار، P. pardus adersi).

سلالات تُضم اليوم ضمن السلالة الفارسية
- السلالة الأناضولية (النمر الأناضولي، P. pardus tulliana).
- سلالة بلوشستان (النمر البلوشستاني، P. pardus sindica).
- السلالة القوقازية (النمر القوقازي، P. pardus ciscaucasica).
- سلالة فارس الوسطى (نمر فارس الوسطى، P. pardus dathei).
- سلالة سيناء (نمر سيناء، P. pardus jarvisi).

سلالات تُضم اليوم ضمن السلالة الهندية
- السلالة الكشميرية (النمر الكشميري، P. pardus millardi).
- السلالة النيبالية (النمر النيبالي، P. pardus pernigra).

### التهجين مع سنوريات أخرى

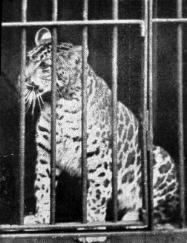
كنمر حديقة حيوانات هامبورغ، عام 1904.

تمّ تهجين النمر في الأسر مع بعض أنواع السنوريات الكبرى من شاكلة الكوجر، الأسود، اليغور، والببر. ومن أشهر الهجائن الحيوان المعروف بالكنمر أو الكومر، وهو نتاج كوجر ونمر، وقد تم تهجين هذه الحيوانات 3 مرات في أواخر عقد التسعينات من القرن التاسع عشر، وأوائل القرن العشرين من قبل تاجر الحيوانات الألماني كارل هاغنبك، في حديقة حيواناته بمدينة هامبورغ. وصل القليل فقط من هذه الحيوانات لمرحلة البلوغ، ومنها حيوان اشترته حديقة حيوانات برلين عام 1898، وكان نتاج أنثى نمر وكوجر ذكر، كذلك فقد امتلكت الحديقة حيوانا أخر حصلت عليه من هاغنبك كذلك الأمر، وكان من نمر ذكر وأنثى كوجر، كما كان الحال أيضا بالنسبة لحديقة حيوانات هامبورغ التي حصلت على كنمر والده كوجر ووالدته نمرة هندية. يولد الكنمر قزما سواء كان نتاج كوجر ذكر ونمرة، أو نمر وأنثى كوجر، حيث أفادت الوثائق القديمة أن الأفراد التي بقيت حية حتى البلوغ وصلت لنصف حجم والداها فقط. تمتلك هذه الهجائن جسدا طويلا كجسد الكوجر (بالنسبة لحجم وطول أضلاعها، ولكنها تبقى أقصر من كلا الوالدين)، لكن قوائمها أقصر، أما لونها فوصفه يختلف، حيث تفيد بعض الوثائق أنه رمليّا، أسمرا، أو ضارب للرمادي، ذو رقط بنية، كستنائية، أو باهتة جدا.
ومن هجائن النمور المعروفة أيضا، النتاج المعروف باسم النمر الأسدي، وهو هجين بين نمر ذكر ولبوة، وأول هذه الهجائن معروف من الهند، حيث قامت حديقة حيوانات كولهابور بتزويج النوعين عام 1910، وبعد نفوق الحيوان تبرعت الحديقة بجلده وجمجمته إلى المتحف البريطاني للتاريخ الطبيعي. يعتبر برنامج الأسود النمرية التابع لحديقة كوشين هانشين، في مدينة نيشينوميا باليابان الأشهر في العالم، ففي عقد الخمسينات من القرن العشرين كانت الكثير من حدائق الحيوان تعرض هجائن الأسود والببور لتزيد من معدل زوارها، وكان هذا الأمر قد انتشر بشكل كبير في حدائق العالم بما فيها اليابان، فاختارت الحديقة السالف ذكرها عرض هجائن جديدة خاصة بها، فقامت بتزويج نمر يدعى «كانيو» إلى لبوة تدعى «سونوكو». تكون الأسود النمرية أكبر حجما من النمور وتمتلك أجسادا مكتنزة كأجساد الأسود وقوائم قصيرة كقوائم النمر، بالإضافة لرقط بنية (وليست سوداء كرقط والدها) وذيول تنتهي بخصلة شعر. برز لذكور الهجائن اليابانية لبدات بسيطة، بلغ طولها 20 سنتيمتر، عندما وصلت لمرحلة البلوغ، وقد ثبت أنها جميعا عقيمة. كذلك يزعم البعض حصول تهجين بين نمور ويغاور وببور.

## الوصف الخارجي

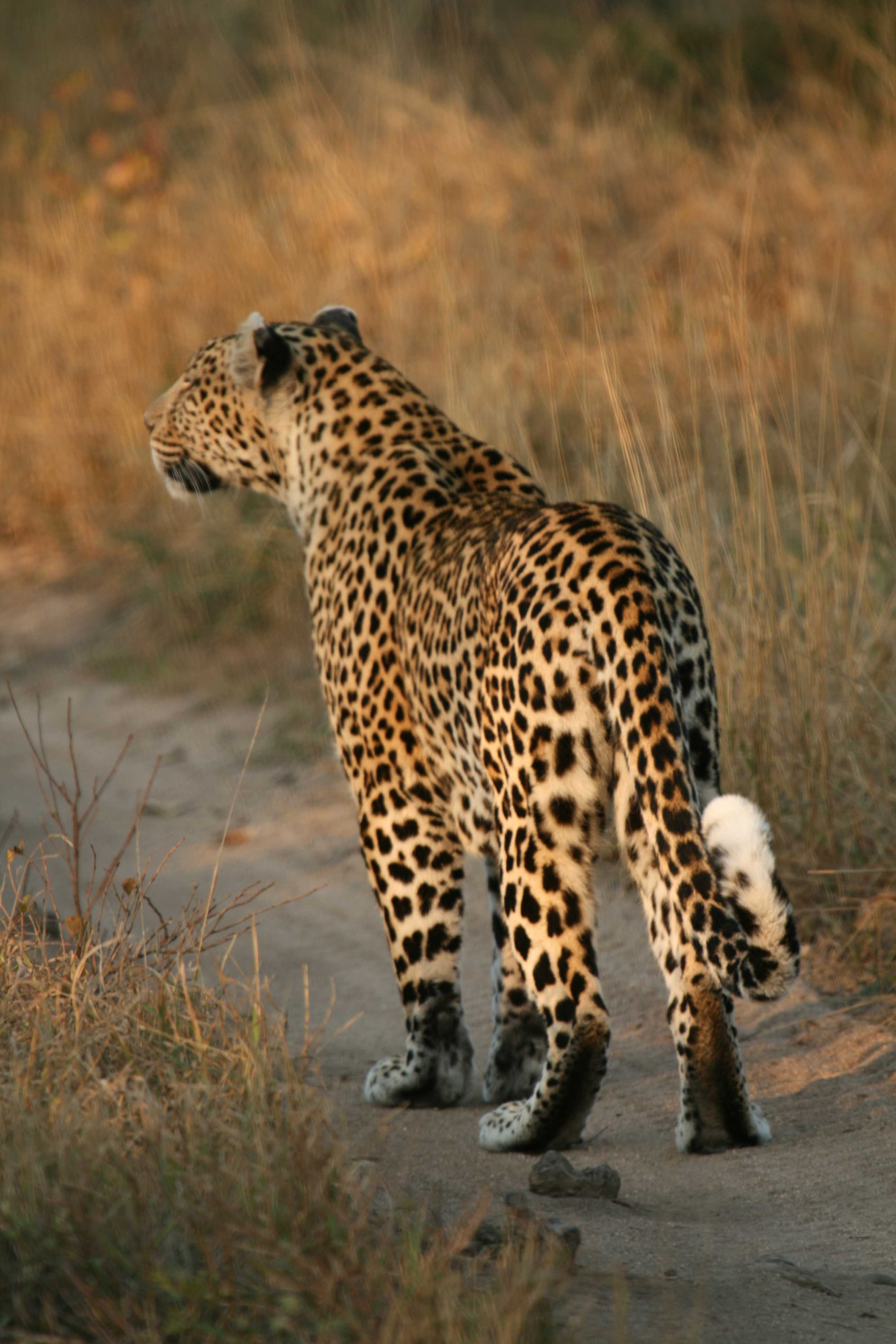
نمرة في منطقة سابي ساند بجنوب أفريقيا، لاحظ البقعة البيضاء في أسفل ذيلها التي تستخدمها للتواصل مع جرائها أثناء الصيد أو خلال سيرها وسط الأعشاب الطويلة.

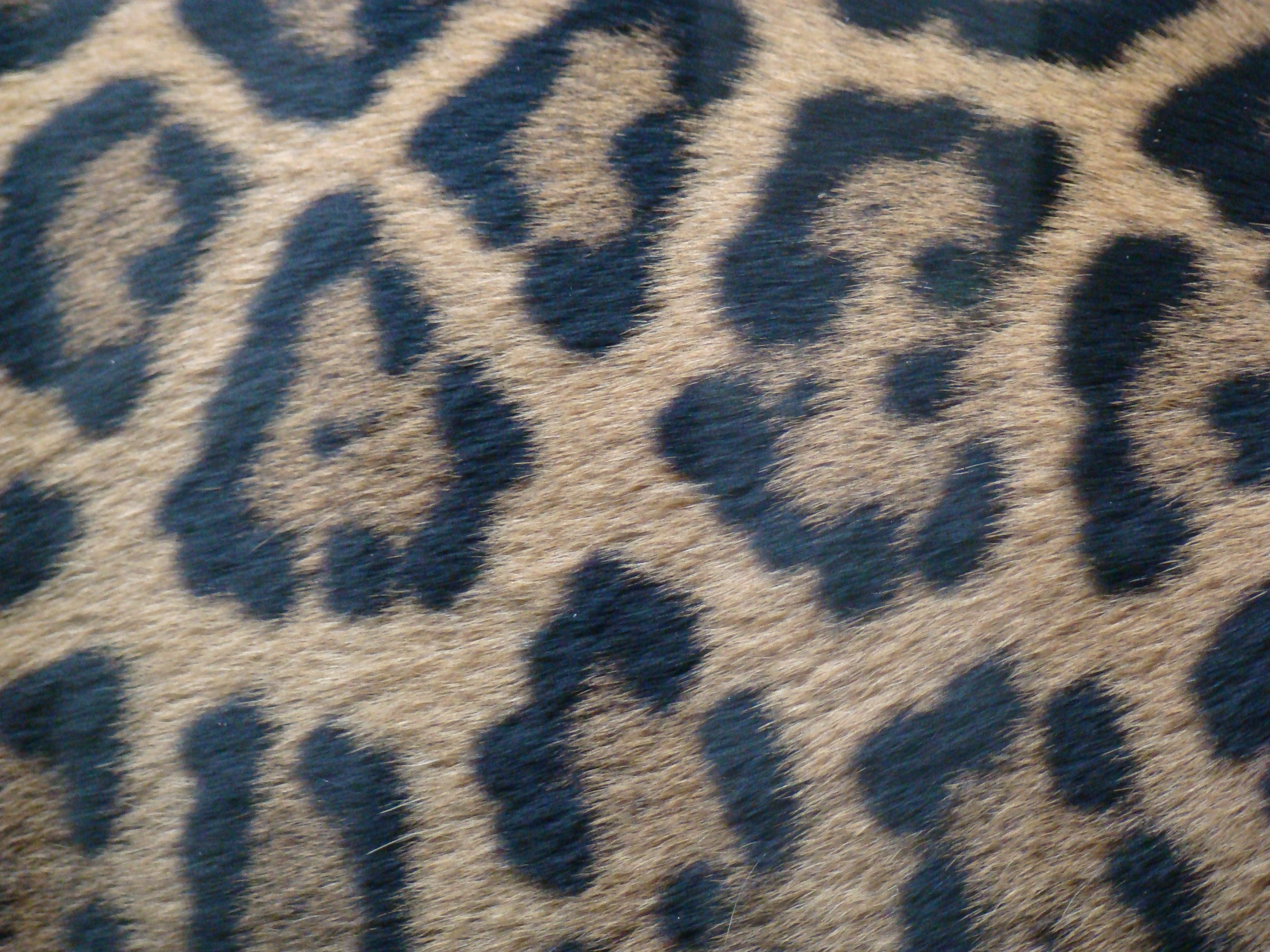
ورديات اليغور، ذات نقطة في وسطها.

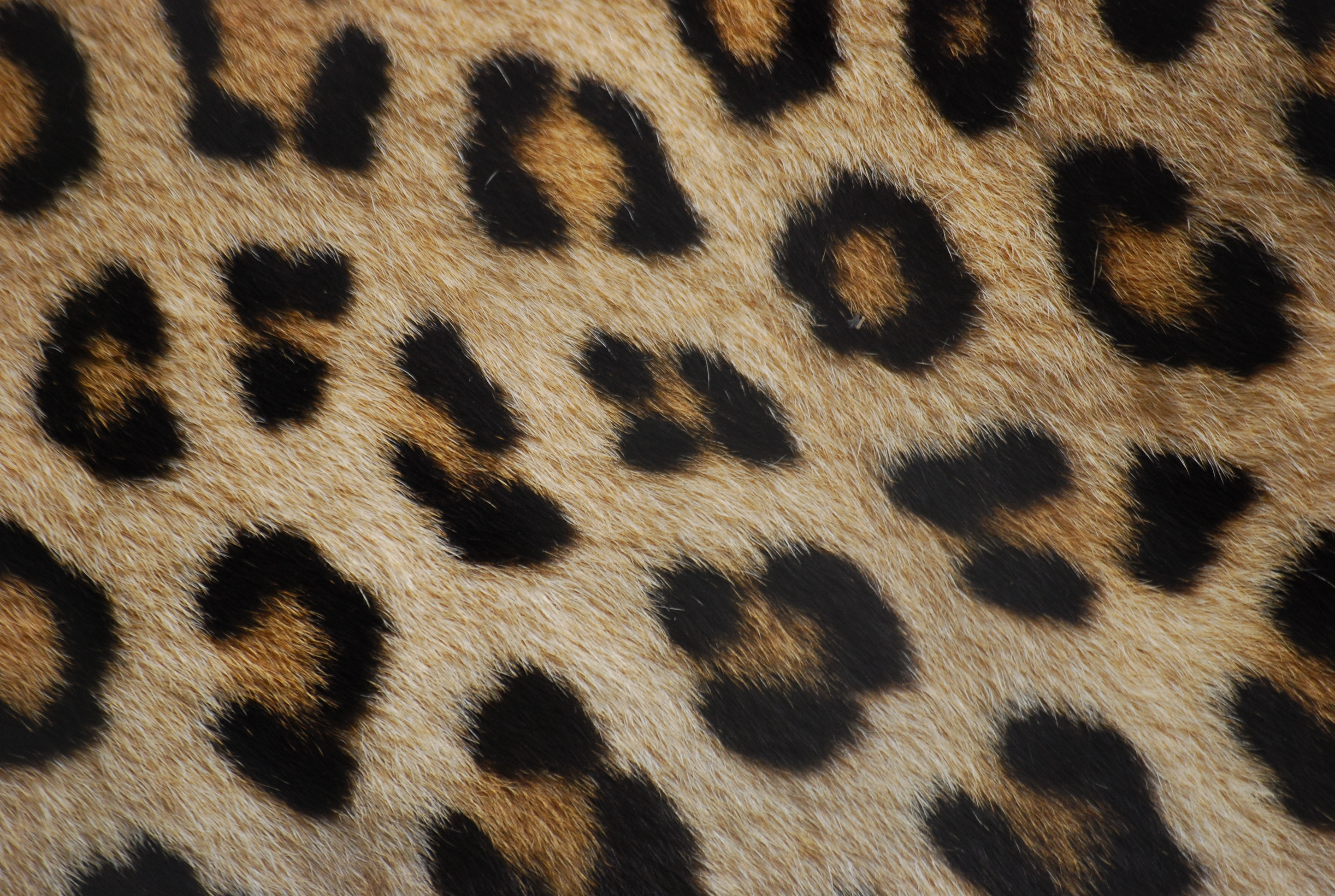
ورديات النمر، ذات فراغ بالوسط.

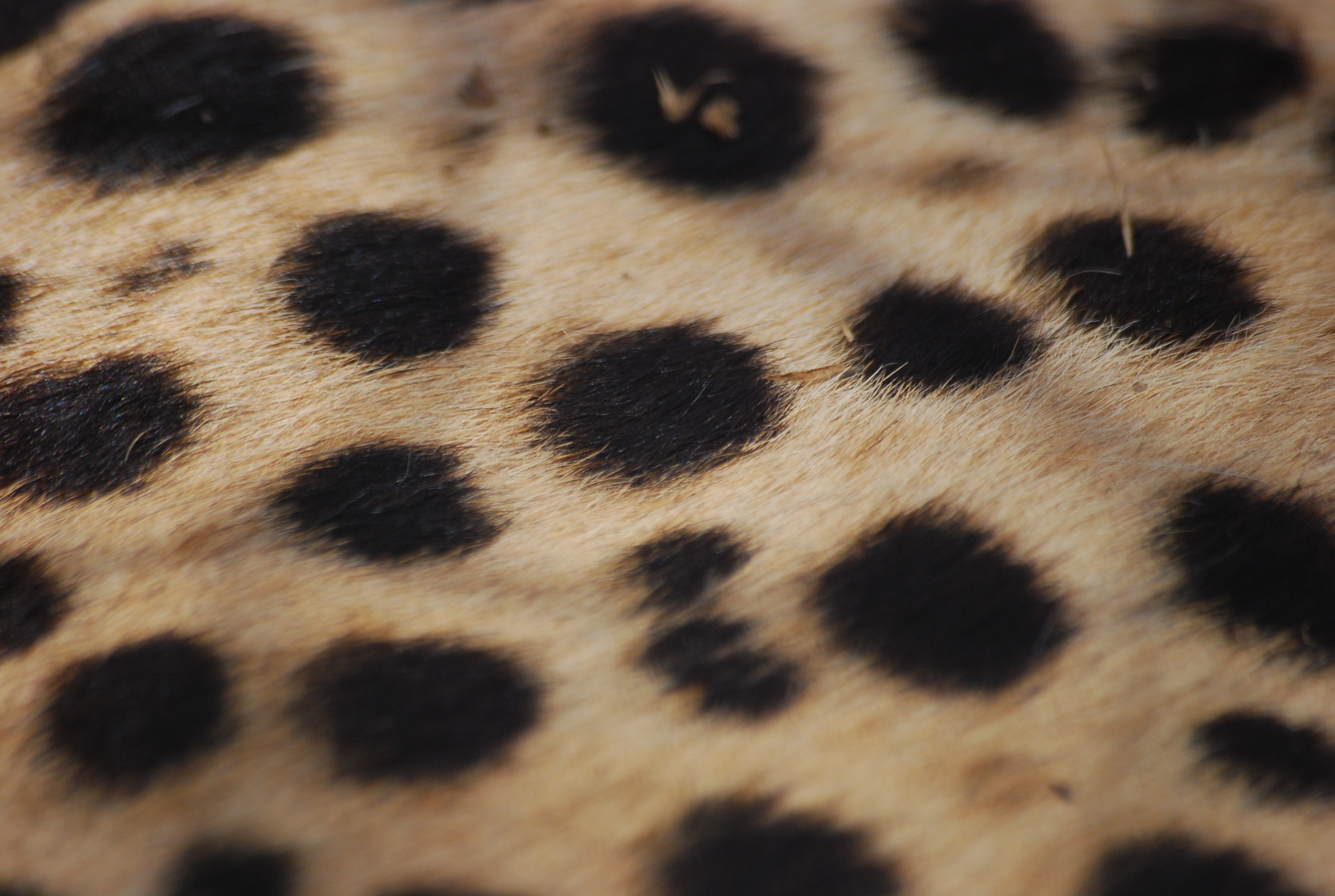
رقط الفهد، مجرد بقع أو نقط بسيطة.

النمر مفترس رشيق مختلس الحركة، وعلى الرغم من أنه أصغر حجما من باقي الأنواع المنتمية لجنس النمور، فإنه لا يزال قادرا على قتل طرائد تفوقه حجما بأشواط بفضل جمجمته الكبيرة التي تحوي عضلات فك قوية جدا. يُعتبر جسد النمر طويل بالنسبة لسنور، وقوائمه قصيرة مقارنة بحجم جسده، الذي يتراوح طوله مع الرأس بين 125 و 165 سنتيمتر (35 إلى 75 إنشا)، بينما يتراوح طول الذيل بين 60 و 110 سنتيمترات (24 إلى 43 إنشا). يبلغ ارتفاع هذه الحيوانات بين 45 إلى 80 سنتيمتر (18-31 إنش)، وتكون الذكور أكبر حجما من الإناث بحوالي 30%، حيث تزن الأولى ما بين 37 إلى 95 كيلوغراما (82 إلى 210 رطل) حسب نوع السلالة، بينما يتراوح وزن الثانية بين 28 و 62 كيلوغرام (62 و 136 رطلا). توجد النمور الأكبر حجما في المناطق التي تفتقد منافستها من اللواحم الكبيرة من شاكلة الأسود والببور خصوصاً.

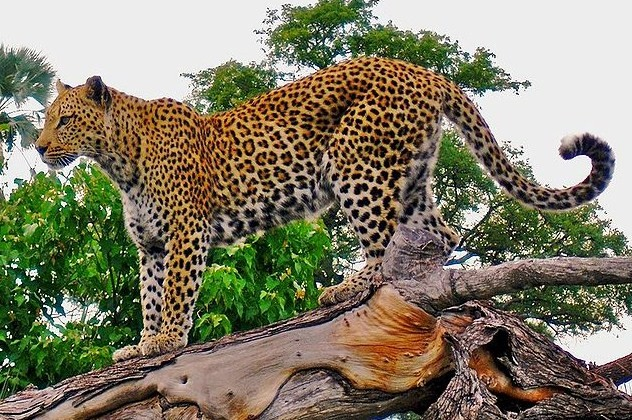
نمر أفريقي

النمر واحد من عدّة سنوريات مرقطة، لذا يسهل الخلط بينه وبين أنواع أخرى مشابهة كالفهد واليغور، والطريقة الأفضل للتمييز بين هذه الحيوانات هي عن طريق الرقط في فرائها، فالنمر يمتلك رقطا وردية الشكل بينما يمتلك الفهد بقعا بسيطة، وتشابه رقط النمر تلك الخاصة باليغور، إلا أن للأخير نقطة مركزية في كل رقطة من رقطه على عكس النمر. كذلك، فالنمر أكبر حجما وأكثر قوة من الفهد النحيل الطويل القوائم، ولكنه أصغر حجما بقليل من اليغور، وبالإضافة لذلك فإن ذيل النمر يقارب في طوله نصف طول الجسد أو أكثر، بينما ذيل اليغور أقصر بكثير من جسده، ويمتلك النمر بقعة بيضاء مميزة على أسفل ذيله تستخدمها الأنثى في التواصل مع جرائها عندما تتنقل في العشب، وهذه البقعة معدومة عند الفهد واليغور. بالإضافة لذلك، تفتقد النمور للحلقات التي تقع على نهاية ذيل الفهد بالإضافة إلى الخطوط السوداء التي تبدو بمثابة دموع تنحدر من عيون الفهد إلى زوايا فمه، والفهود تجري بسرعة أكبر من النمور بكثير ولا تتسلّق الأشجار إلا عندما تكون جراءً فقط بينما تعد النمور متسلقة ماهرة، كما أن الأخيرة ليليّة النشاط في الغالب بينما الفهود نهاريّة النشاط. تساعد رقط النمر السوداء غير المنظمة على تمويهه وسط الأعشاب الجافة والأشجار، وهي تكون دائرية الشكل في أفريقيا الشرقية، وتميل لتكون مربعة في أفريقيا الجنوبية.

### الأنماط اللونية
هناك نمط لوني للنمور معروف جدا، وهو النمط الأسفع، تسببه مورثة غالبة تدحر المورثة التي تحمل اللون الصدئ وتحل مكانها. تُسمى هذه الحيوانات بالنمور السوداء (يُطلق هذا الاسم أيضا على اليغور الأسود) وهي تتواجد في المناطق الجبلية وغابات الأمطار.

نمر أسفع أو نمر أسود.

تنتشر النمور السوداء بشكل خاص في شبه الجزيرة الماليزية، حيث كانت التقارير الأولية تفيد بأن حوالي نصف النمور هناك سفعاء، إلا أن دراسة مبنية على الكاميرات الفخية خلال عام 2007 في منتزه تامان نيغارا الوطني، أظهرت أن النمور كلها هناك سوداء اللون. يُعتقد أن اللون الداكن يُساعد النمر على التموه في الغابة المطيرة، على الرغم من أن فوائده غير معروفة كليّا حتى الآن. أظهرت الأبحاث الوراثية أن هناك أربع تطورات متوازية للسفع عند السنوريات، مما يفترض أن هناك فائدة معينة تستحصل عليها من كونها سوداء، ومن الافتراضات الأخرى لهذه المسألة أن هذا اللون ليس سوى تأقلم قديم للجلد استمر باقيا حتى اليوم؛ يمكن للمورثة التي تسبب السفع أيضا أن تؤثر على جهاز المناعة عند هذه الحيوانات.
تعتبر النمور السوداء أقل انتشارا في أفريقيا، إذ أن السفع لا يُشكل أو يعطيها أي أفضلية على طرائدها أو منافستها، حيث أنها لا تستطيع أن تتموه بين العشب عند الصيد في السفانا الجافة أو عند محاولتها تحاشي الضواري الأكبر حجما كالضباع المرقطة والأسود. تُظهر التقديرات أن عدد النمور السوداء قليل جدا في أفريقيا حيث يُمكن مصادفة نمر داكن واحد فقط من بين 80 أو 100 نمر مرقط، أما في الغابات الكثيفة بمرتفعات الحبشة، يُعتبر النمر الأسود مألوف بشكل أكبر من جميع أنحاء إفريقيا عامّةً؛ حيث أن واحد من أصل 5 نمور قد يكون أسود اللون.

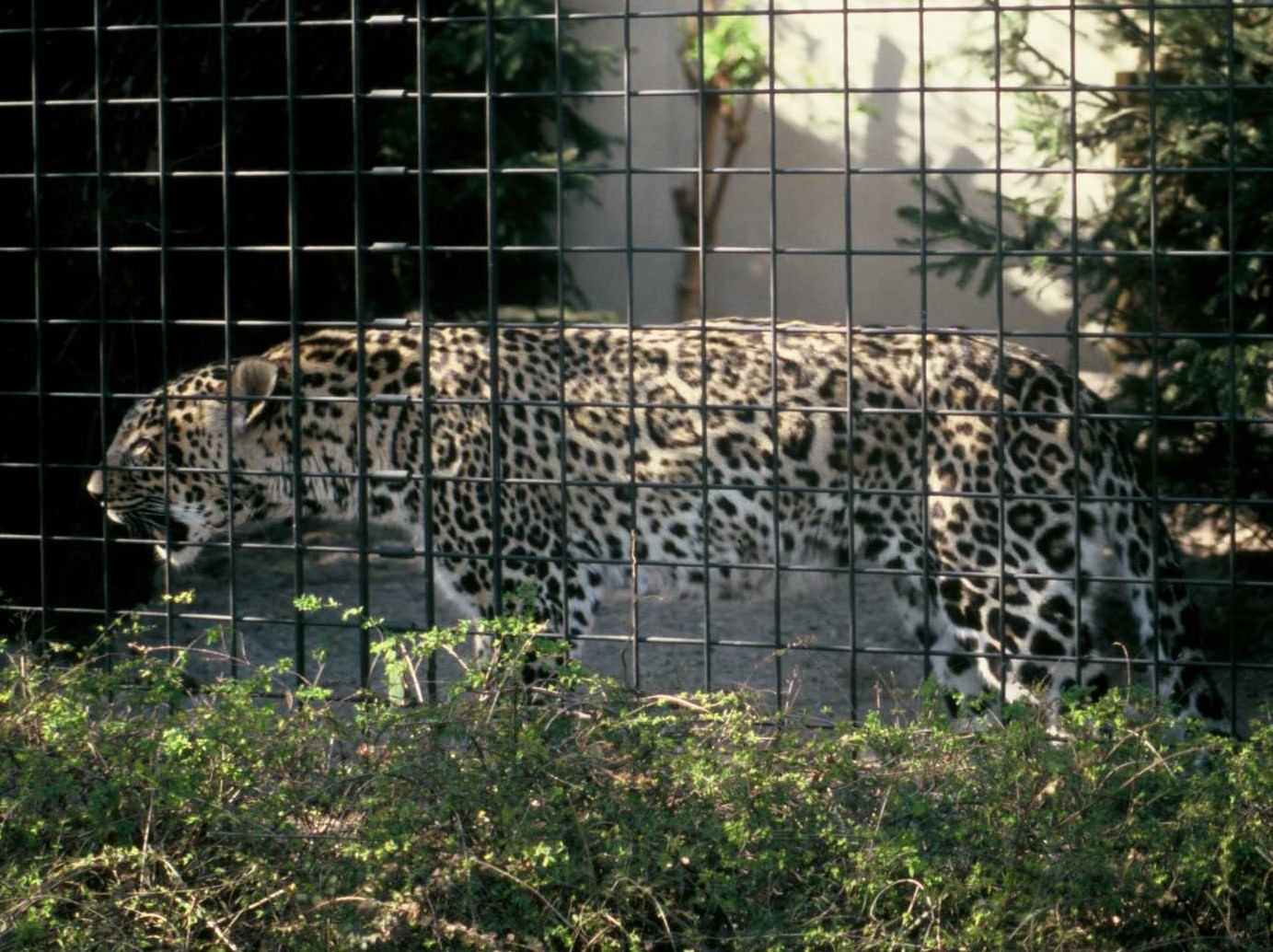
نمر فارسي ذو نمط رقطي شبيه بنمط الرقط عند اليغور، في حديقة حيوانات فيلهلما، ألمانيا.

تمتلك النمور أيضا نمطا لونيّا يُعرف بالنمط «الأسفع المزيف» حيث تكون الرقط متراصة بالقرب من بعضها أكثر من العادة مما يغطي لون خلفية فرائها ويعطيها لونا شبه أسود، فالنمر الأسفع المزيف يبقى محتفظا بلونه الصدئ ولكن كثافة رقطه تجعله يبدو قاتما. وفي بعض الأفراد يمتد هذا اللون الأسود الداكن على طول الخاصرتين والأضلع، ولا يدل على أن هذه الحيوانات ذات لون طبيعي سوى قليل من الخطوط البنية الضاربة إلى الذهبي التي تظهر في بعض أنحاء الجسد. تكون الرقط التي ظهرت على الخاصرتين أو الأضلع، ولم تندمج مع اللون الأسود، صغيرة ومنفصلة، ولا تُشكل ورديّات. يكون وجه هذه النمور والجزء السفلي من جسدها مبرقش وأبهت لونا من باقي الجسم، كما عند النمور المرقطة العادية. يرمز الناس غالبا، وبشكل خاطئ، إلى النمور السفعاء المزيفة على أنها «نمور سوداء».
تُظهر إحدى الوثائق عن النمور السوداء ونمور الثلوج، الخاصة بعالم الحيوان البريطاني، ريغنالد إينيس بوكوك، صورة لجلد نمر من جنوب الهند؛ امتلك هذا الحيوان لطخات سوداء كبيرة، تُشابه نمط جلد اليغور والنمر الملطخ، تشكل كل منها إطاراً يقع في وسطه عدد من البقع. ظهر في صورة أخرى أيضا لأحد جلود نمور بوكوك من جنوب الهند، جلدا ذو صباغ داكن جدا ورقط متراصة لدرجة جعلت النمر يبدو مبرقشا أو مخططا بقليل من اللون الذهبي أو الأصفر.

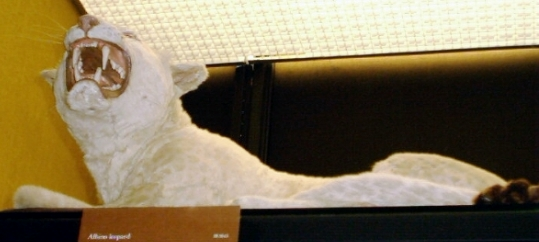
نمر أمهق محنط في متحف روثتشايلد، ترينغ، إنكلترا.

إن معظم الأنماط اللونية الأخرى للنمور ليست معروفة إلا عن طريق الرسومات والعينات المحنطة من المتاحف، كما في حالة النمور البيضاء والمهقاء. كان هناك بضعة حالات نادرة جدا اتصلت فيها رقط بعض النمور السوداء ببعضها البعض مما جعلها سوداء قاتمة لا تظهر رقطها في ضوء الشمس على العكس من النمور السوداء العادية. تظهر الرقط عند بعض النمور على شكل حلزونات أو تشكل بقعا سوداء كبيرة في بعض أنحاء جسدها، لكن على العكس من النمور السوداء الحقيقية، يبقى لون الخلفية الأسمر ظاهرا للعيان في بعض الأماكن. ظهر عند إحدى العينات الداكنة المزيفة فراءً برتقاليّا ضاربا للسمرة ذو ورديّات ورقط متراصة، ولكن القسم السفلي من جسده بقي أبيضا برقط سوداء، كالنمور العادية.
قام المتحف البريطاني للتاريخ الطبيعي، في عام 1936، بعرض فراء نادر جدا لنمر صومالي، وكان هذا الفراء مزخرف بأنماط معقدة من الخطوط الحلزونية، اللطخات، والخطوط المقوسة والمجعدة، وبذلك يكون هذا النمر مختلف كليّا في مظهره الخارجي عن النمور العادية، وقريب في شكله من ملك الفهود، وبالتالي فقد أطلق عليه المختصون بدراسة علم الحيوانات الخفية «ملك النمور». تمّ التبليغ عن ستة نمور داكنة مزيفة، بين عامي 1885 و1934 في مقاطعتي ألباني وغراهامستاون بجنوب إفريقيا، وقد أفاد الخبراء أن هذا يدل على وجود تحوّل عند الجمهرة المحلية من النمور كنتيجة لظهور طفرة لديها، أما ملوك النمور، فقد تمّ التبليغ عن البعض الأخر منها في ملابار بجنوب شرق الهند، ولكن يُعتقد أن الصيد الترفيهي قد قضى على هذه الجمهرات قضاءً تامّا.

## السلوك والخواص الأحيائية

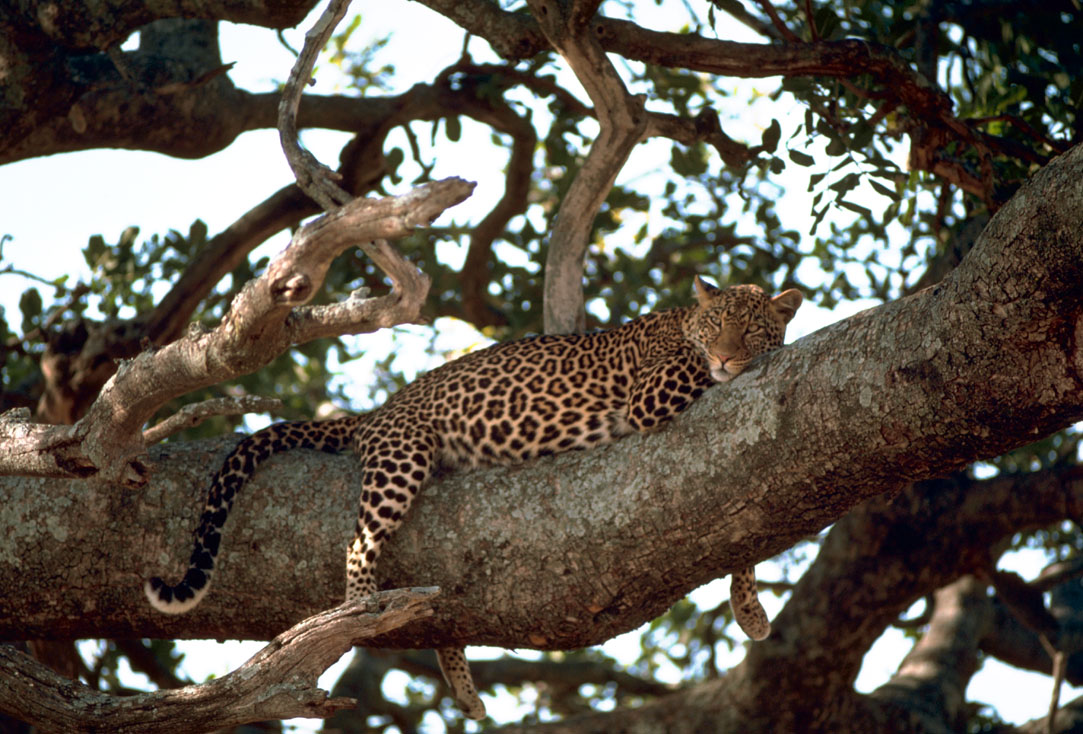
نمر يستريح على شجرة.

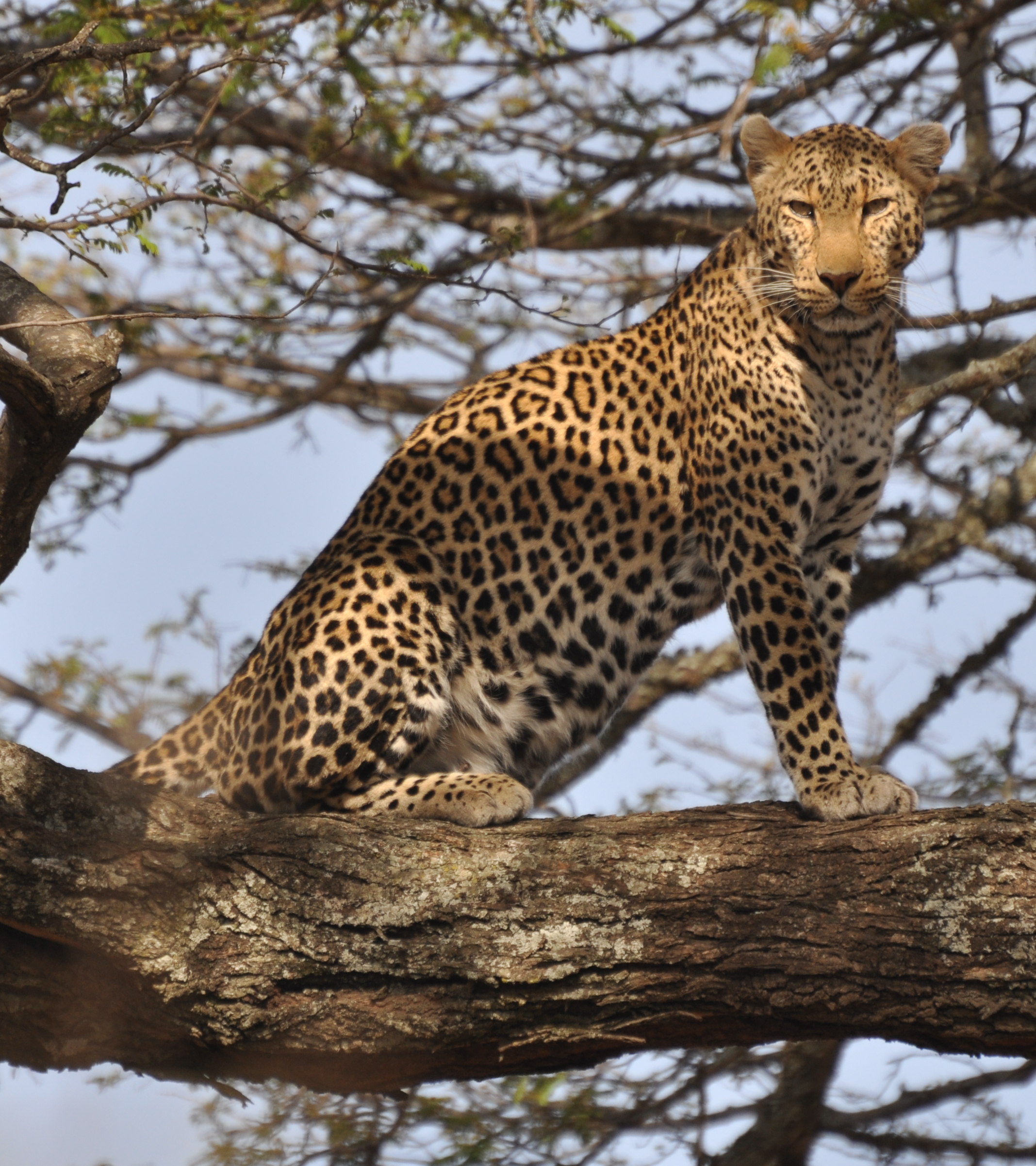
نمر يجلس على شجرة.

تُعرف النمور بقدرتها على التسلّق، حيث تمت مشاهدتها وهي تستريح على جذوع الأشجار في وضح النهار وتنزل إلى الأرض بعد ذلك ورأسها موجه للأسفل. يُعد النمر سبّاحا قويّا، على الرغم من أنه لا يسبح بنفس مقدرة وجودة السنوريات الكبرى الأخرى من شاكلة الببر واليغور، والنمور حيوانات رشيقة للغاية، تستطيع أن تعدو بسرعة 58 كيلومتر في الساعة (36 ميل في الساعة)، وأن تقفز لبعد ستة أمتار ولعلوّ ثلاثة أمتار. النمر حيوان ليلي النشاط إجمالا، حيث يقوم بمعظم نشاطاته الحياتية أثناء الليل، إلا أنه تمّ توثيق بضعة حالات قامت فيها النمور بالصيد خلال النهار، وبشكل خاص عندما كانت السماء ملبدة بالغيوم. يُمضي النمر معظم نهاره وهو نائم أو يستريح على جذوع الأشجار، تحت الصخور، أو بين الأعشاب.

### الغذاء والصيد
النمور صيادة انتهازية، فهي تقتات على أي حيوان يتراوح حجمه من حجم خنفساء الروث إلى ذكر ظبي العلند العملاق البالغ وزنه 900 كيلوغرام (1,984 رطلا)، على الرغم من أنها تفضل الحيوانات متوسطة الحجم. يتألف غذاء النمر من الحافريات والسعادين إجمالاً، لكنها تقتات أيضاً على القوارض والزواحف والبرمائيات والطيور والأسماك. تُشكل الظباء متوسطة الحجم، من شاكلة غزال طومسون والإمبالا، معظم غذاء النمور في أفريقيا، أما في آسيا فتقتات هذه الحيوانات على أنواع مختلفة من الأيائل والظباء مثل الأيل المرقط والمنتجق، بالإضافة الوعول. أظهرت الدراسات الإحصائية حول نوع الطرائد المفضلة للنمر في جنوب الهند، أن الأيل المرقط يحظى بالمرتبة الأولى بين جميع أنواع الفرائس الأخرى التي تقتات عليها هذه الحيوانات، كما أظهرت دراسة أخرى في محمية وولونغ الصينية مدى قابلية النمر للتأقلم مع تغيّر مصادر الغذاء: فعلى مدى سبع سنوات، تراجع الغطاء النباتي في مساكن النمور مما جعلها تتحول من افتراس الأيائل المقنزعة بشكل رئيسي، إلى صيد جرذان القصب وغيرها من الطرائد الصغيرة.

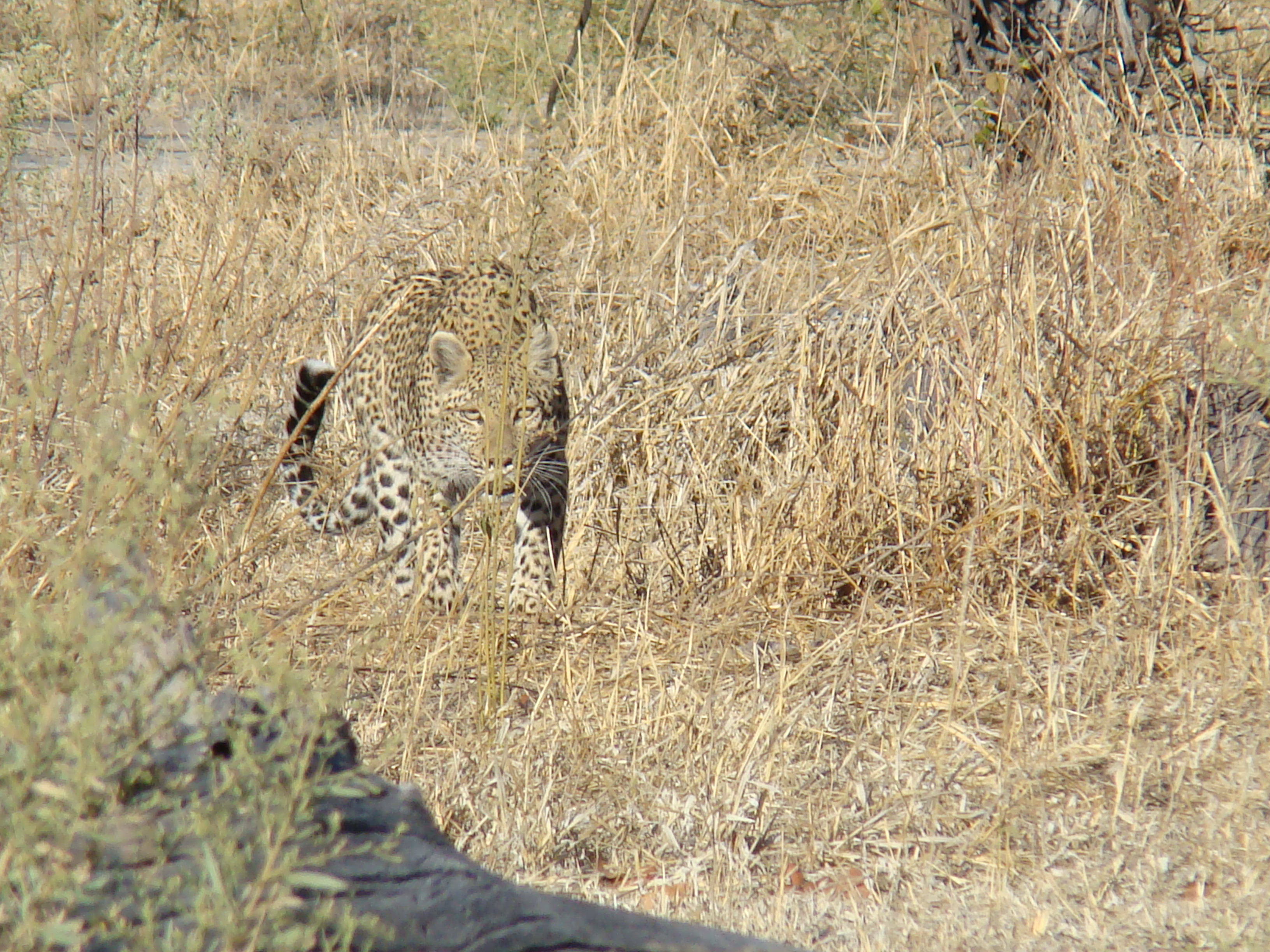
نمر يتسلل خلسة نحو المصور في محمية طرائد موريمي ببوتسوانا.

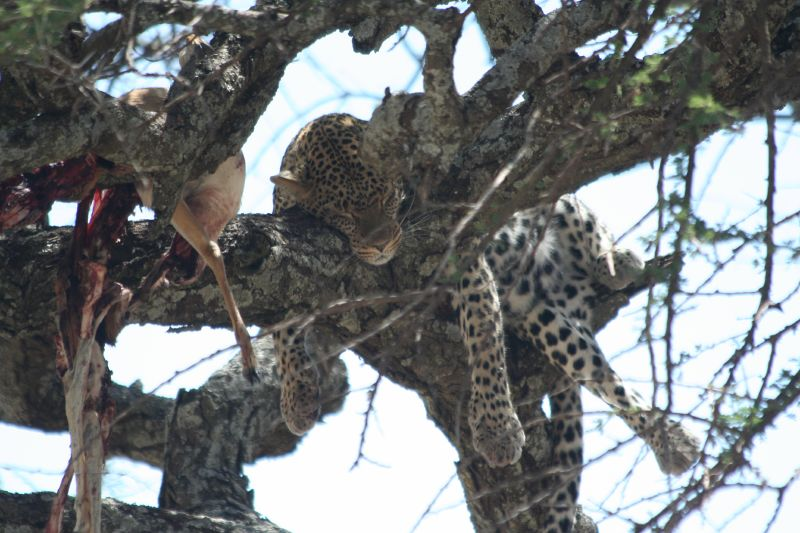
نمر نائم على شجرة بالقرب من بقايا إمبالا قام برفعها.

يتسلل النمر خلسةً نحو طريدته قبل أن ينقض عليها في اللحظة الأخيرة ويُجهز عليها بعضة في العنق تسبب موتها اختناقا. تقوم النمور غالباً بتخبئة طرائدها في النباتات الكثيفة أو تحملها إلى أحد الأشجار، وهي قادرة على رفع حيوانات تفوقها وزناً بثلاث مرات بهذه الطريقة، والنمر هو السنور الكبير الوحيد الذي يحمل طرائده إلى الأشجار على العكس من الأسود والببور واليغاور. أظهرت إحدى الدراسات المرفقة بقرابة 30 ورقة بحث أن الطرائد المفضلة للنمر يتراوح وزنها بين 10 و 40 كيلوغراما (22-88 رطلا)، وأن تلك التي تقارب 25 كيلوغرام (55 رطلا) تُفضل أكثر من غيرها. وبالإضافة للإمبالا والأيائل المرقطة، ظهر أن النمور تفضل أيضاً الاقتيات على ظباء الآجام والظبي الغواص المألوف. ومن العوامل الأخرى التي تلجأ النمور إليها لاختيار طرائدها: حجم القطيع، حيث تُفضل دوما مهاجمة حيوان يعيش في قطيع قليل الأفراد؛ المسكن، حيث أن الطريدة قاطنة المساكن الكثيفة لا تستطيع المراوغة والهرب بسرعة؛ ومدى قدرة الطريدة على إلحاق الأذى بالنمر.

### التناسل ودورة الحياة

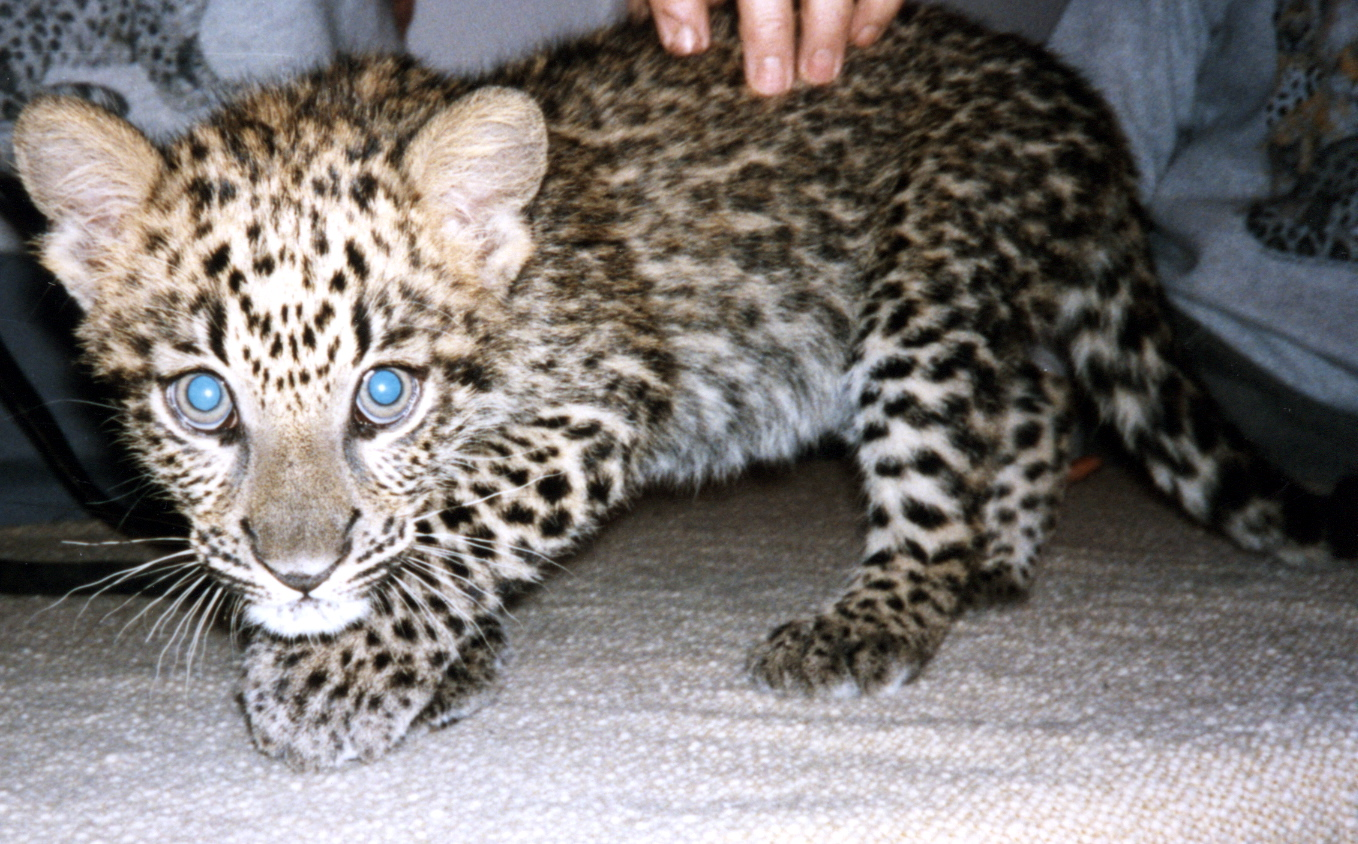
جرو النمر.

قد يطارد النمر الذكر الأنثى التي تستقطب اهتمامه، وبحال لم يكن هذا الذكر مسيطرا فقد يدخل في نزاع مع الذكر المسيطر في حوز الأنثى ليحظى بحقه في التزاوج، حتى ان الأنثى نفسها قد تقاتل الذكر قليلا في بعض الأحيان قبل أن تسمح له بالجماع. يختلف موسم تزاوج النمور باختلاف المنطقة التي تقطنها، فهي تتناسل على مدار العام في أفريقيا ومعظم أنحاء آسيا، أما في منشوريا وسيبيريا فلها موسم تزاوج محدد يمتد من شهر يناير حتى فبراير. تدوم الدورة النزوية لحوالي 46 يوما، وتكون الأنثى متقبلة جنسيّا لما بين 6 و 7 أيام. تدوم فترة الحمل بين 90 و 105 أيام، تضع الأنثى بعدها بطنا يتراوح عدد الجراء فيه بين 2 و 4 عادةً، إلا أن معدل الوفيات بين الصغار مرتفع، حيث لا يعيش إجمالا أكثر من جرو واحد أو اثنين لبعد فترة الرضاعة.
تضع الأنثى بطنها في جحر، عبارة عن كهف، فراغ بين الجلاميد، شجرة مجوفة، أو بين الآجام الكثيفة، وتفتح الصغار أعينها بعد 10 أيام من ولادتها. يميل فراء الجراء لأن يكون اسمك وأطول من ذاك الخاص بالنمور البالغة، كما أن أهابها أطول ولونه الرمادي قاتم أكثر من أهاب الأفراد البالغين، ورقطه أقل وضوحا للعين. تبدأ الجراء باللحاق بوالدتها عند ذهابها للصيد عندما تبلغ حوالي 3 أشهر. يصبح الجرو قادرا أن يدافع عن نفسه ويتولى أموره على الأرجح عندما يبلغ السنة من العمر، إلا أن جميع الصغار تبقى مع والدتها لفترة تتراوح بين 18 و 24 شهرا. يُعرف عن النمور أنها قد تعيش لغاية 21 سنة في الأسر.

### التركيبة الاجتماعية ونطاق الحوز

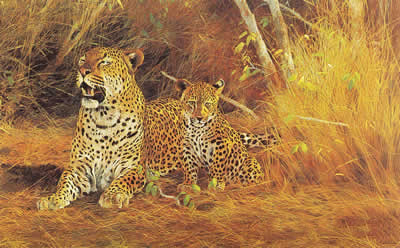
رسم بريشة كيم دونالدسون يُظهر نمرة وجروها، الحالة الوحيدة التي تعيش فيها نمور مع بني جنسها.

إن الدراسات المتعلقة بنطاق حوز النمور، كانت ولا تزال تميل للتركيز على دراسة تلك الحيوانات القاطنة في المناطق المحمية، مما يعني أن المعلومات المستحصل عليها والمتعلقة بنطاق الحوز قد تكون مشوهة على الأكثر؛ فمنذ منتصف ثمانينات القرن العشرين، كان 13% فقط من موطن النمور الفعلي يدخل ضمن المناطق المحمية. يقترح العالمان، نويل وجاكسون، من خلال دراستهما للأبحاث المقدمة للإتحاد العالمي للحفاظ على الطبيعة، أن حوز النمر الذكر تتراوح مساحته بين 30 و 78 كم²، بينما تتراوح مساحة حوز الأنثى بين 15 و 16 كم² فقط. أظهرت إحدى الأبحاث في منطقة محمية بكينيا أن حجم الحوز عند هذه الحيوانات مماثل لما اقترحه الباحثان، وفيه اختلاف عند الجنسين: فالذكور بلغت مساحة حوزها 32.8 كم² كمعدل وسطي، والإناث 14 كم². وفي النيبال تبين أن مساحة المنطقة التي يسيطر عليها الذكر كانت أكبر حجما، إذ بلغت 48 كم²، أما منطقة الأنثى فتبين أن مساحتها تبلغ، وفقا لأبحاث أخرى، 17 كم²، وتبين أن حوز الإناث تتناقص مساحته لما بين خمسة إلى سبعة كيلومترات مربعة فقط عندما تولد جرائها، كما أن الاختلاف في حجم الحوز وفقا لاختلاف الجنس يظهر بأنه يزداد بنسبة إيجابية وفقا لازدياد عدد الأفراد الإجمالي. إلا أنه تمّ ملاحظة تغيرات واضحة في مساحة أحواز النمور عبر موطن النوع بأكمله، ففي ناميبيا على سبيل المثال، أظهرت الأبحاث التي ركزت على الدور البيئي المكاني للنمور قاطنة الأراضي الزراعية خارج المناطق المحمية، أن مساحة حوز النمر الواحد كانت دائما تزيد عن 100 كم²، حتى أن البعض منها فاقت مساحة حوزه 300 كم²؛ وقال الباحثون الذين قاموا بهذه الدراسات أنه لم يتم تسجيل أي اختلاف في مساحة الحوز وفقا لاختلاف جنس الحيوان، وأنهم يعترفون أن نتائج دراستهم هذه تناقض نتائج دراسات الباحثين الأخرى ن، الذين يتفق معظمهم تقريبا، أن الذكور دائما ما تسيطر على منطقة أكبر حجما من منطقة الأناث. يظهر أن التقاطع بين مناطق الذكور المختلفة قليل للغاية أو معدوم حتى، إلا أن تقاطع حوز الجنسين أمر مألوف جدا؛ ففي دراسة مبنية على الأطواق اللاسلكية في ساحل العاج، تبين أن منطقة إحدى الإناث تدخل بشكل تام بداخل حوز أحد الذكور.
النمور حيوانات انفرادية، فالأفراد لا تختلط مع بعضها إلا في فترة التزاوج، أما خارج هذه الفترة فهي نادرا ما تحتك ببعضها البعض. وقد تمّ توثيق معارك عنيفة بين بعض النمور عند التقائها ببعضها، فقد ظهر أن اثنين من خمسة نمور تمت دراستها على مدار سنة في إحدى محميات الطرائد بجنوب أفريقيا، لاقيا حتفهما، حيث جُرح أحدهما في قتال مع ذكر أخر للسيطرة على ذبيحة؛ قبل أن يُمسك به الباحثون ويعيدوا إطلاق سراحه بعد معالجته، ليُقتل بعد ذلك على يد ذكر أخر بعد بضعة شهور. أما النمر الثاني فقد قُتل على يد مفترس أخر، يُعتقد أنه ضبع مرقط على الأرجح، وكان هناك أيضا نمر ثالث أصيب بجراح بالغة بقتال ضمنوعي (شامل أعضاء من نوع أحيائي واحد)، لكنه عاد وشفي منها.

## علاقة النوع بالبيئة حوله

### الانتشار والمسكن

أظهرت دراسة من عام 1996 أن النمور أكثر السنوريات البرية انتشارا على سطح الكرة الأرضية، حيث أنها تنتشر بشكل أساسي في مناطق معينة في آسيا الجنوبية، ومعظم أنحاء إفريقيا، وبشكل خاص إفريقيا الشرقية والوسطى، على الرغم من أن الجمهرات غير القاطنة لجنوب الصحراء الكبرى أظهرت خلال السنين تراجعا في أعدادها وأصبحت اليوم متجزئة ومعزولة عن بعضها البعض. يُفيد الخبراء من الاتحاد العالمي للحفاظ على الطبيعة أن أعداد هذا النوع لا تزال «مزدهرة في إفريقيا جنوب الصحراء الكبرى، حتى إنها تنتشر في المساكن الهامشيّة» في المناطق التي اختفت منها سنوريات كبرى أخرى، إلا أن جمهرات إفريقيا الشمالية قد تكون منقرضة اليوم على الأرجح. أما المعلومات عن انتشار هذه الحيوانات في آسيا فهي غير موثقة بشكل تام: فجمهرات جنوب شرق آسيا وآسيا الوسطى صغيرة ومتجزئة؛ والنمور الأكثر قطنا للشمال الشرقي تعتبر مهددة بالانقراض بدرجة قصوى؛ أما في شبه القارة الهندية، جنوب شرق آسيا، والصين، فتعد مألوفة للغاية.
تسكن النمور الأراضي العشبية، الأحراج، والغابات المنتشرة على طول الأنهار بشكل رئيسي. تمت دراسة هذه الحيوانات في السفانا المفتوحة إجمالا، وأسفرت هذه الدراسات عن نتائج قد تعتبر مجرد أوصاف للنمور لا أكثر. تُعد النمور حيوانات ليلية عادةً، إلا أن تقفي النمور في أفريقيا الغربية عن طريق الأطواق اللاسلكية، وتحليل برازها، أظهر أن نمور الغابات المطيرة نهارية النشاط أو شفقيّة على الأرجح. أظهرت الدراسات أيضا أن هذه النمور انتقائية أكثر بالنسبة لنوع طرائدها، كما أنها تظهر اختلافات موسمية في أنماط سلوكها. يُعد النمر متأقلما للغاية، على الرغم من أن الناس تربطه دوما بالسفانا والغابات المطيرة: ففي الشرق الأقصى الروسي، تسكن هذه الحيوانات الغابات المعتدلة التي تنخفض درجات الحرارة فيها خلال الشتاء لتصل حتى –25 ° مئوية.

### الدور البيئي
تتنافس النمور على الغذاء والحوز مع عدد كبير من الضواري الأخرى من شاكلة الأسود، الببور، الضباع المرقطة، والكلاب البرية، بسبب انتشارها في عدد من الدول ذات المساكن المختلفة التي تقطنها ضواري متنوعة. تقوم معظم هذه الضواري بسرقة ذبائح النمور وافتراس صغارها، ويُعد الببر والأسد المنفرد قادر على قتل نمر بالغ. تأقلمت النمور على العيش جنبا إلى جنب مع هذه الضواري عن طريق خروجها للصيد في أوقات مختلفة من النهار وتفاديها للمناطق التي تزورها أقاربها الأكبر حجما أو المفترسات الأخرى التي تعيش في جماعات. تُخبئ النمور صغارها وطريدتها في الأشجار غالبا لتمنع وصول الضواري الأخرى إليها، إلا أن هذه الطريقة لا تنجح دوما، إذ أن الأسود تتسلق الأشجار أحيانا وتسلب النمور طرائدها، كما أن الببر البالغ قد يتسلق الشجرة أيضا ويطرد النمر بحال حُث على هذا.
يقول العالمان، نويل وجاكسون، أن اقتسام مصادر الغذاء بين النمور والأسود أو الببور، يحصل في المناطق التي يتشاطر فيها النمر موطنه مع أحد هذين النوعين: ففي مثل هكذا مناطق، تميل النمور إلى افتراس الطرائد الأصغر حجما، التي يقل وزنها عن 75 كيلوغرام بينما تفترس أقاربها ما هو أكبر من هذا. تقترح إحدى الدراسات التي تمت على نمور الغابات المطيرة، أن الأخيرة لا تتفادى السنوريات الأكبر حجما دوما عن طريق الصيد في أوقات مختلفة من النهار. ظهر بأن النمور والببور تتعايش سويا عندما يكون هناك وفرة من الطرائد ولا تظهر سلوكا تراتبيّا مهيمنا على بعضها البعض ولا يحاول أحدها قتل الأخر بحال صادفه أو جراؤه، على العكس من الحالة مع الأسود في السفانا الأفريقية أغلب الأحيان.

## تمثيل النمر في الثقافة الإنسانية

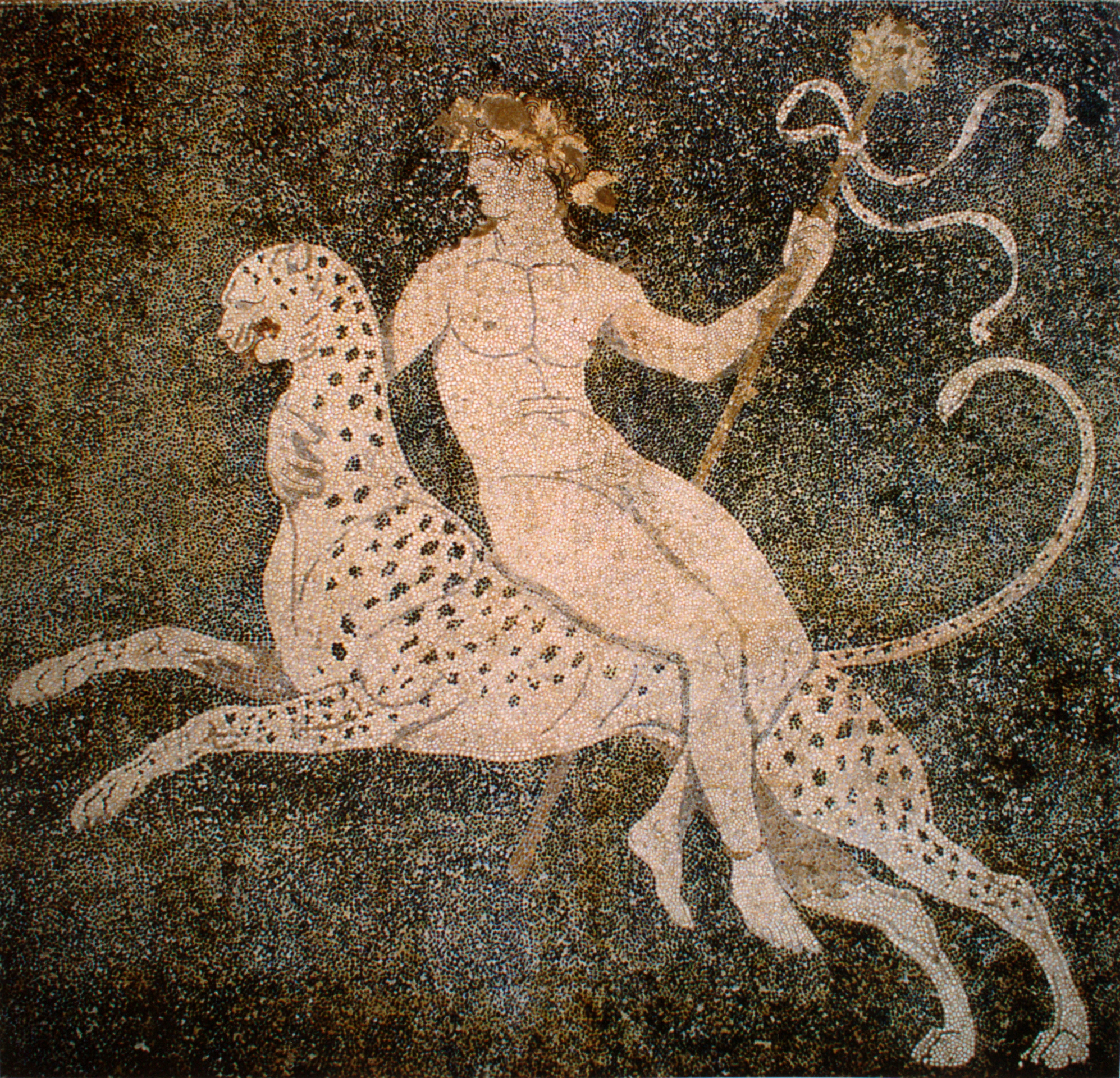
لوحة فسيفسائية من القرن الرابع ق.م تظهر ديونيسوس وهو يمتطي نمرا، بلا، اليونان.

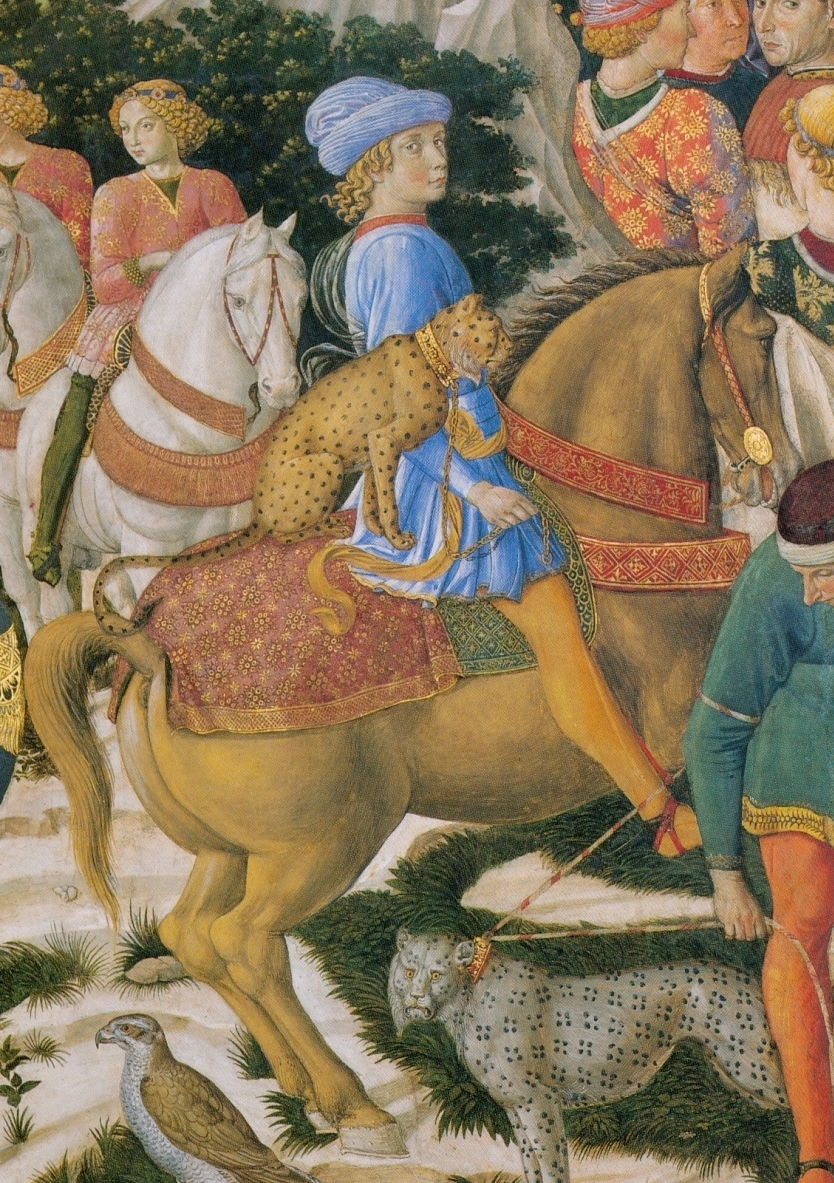
نمور جوليانو دي ميديشي المستأنسة، لوحة بريشة بينوزو غوزولي، القرن الخامس عشر.

كانت النمور معروفة من قبل البشر منذ عصور ما قبل التاريخ، فقد تم العثور على هياكل عظمية لنمور بالقرب من هياكل عظمية للإنسان في صدع أولدوفاي بشمال تنزانيا، ومن المرجح أن هؤلاء البشر الأوائل كانوا يتبعون النمور إلى حيث خبئت صيدها ويسلبوها إياه حتى يحصلوا على حاجتهم من اللحم، أو يقتلوها ويأكلوا لحمها أيضا بحال لم تهرب، إذ أن طرد النمر المنفرد عن صيده أسهل وأقل خطورة من طرد زمرة أسود أو عشيرة ضباع مرقطة.
برزت النمور خلال العصور القديمة في فنون، ميثولوجيا، وفلكلور الكثير من البلدان التي قطنتها، مثل اليونان القديمة، بلاد فارس، مصر، فينيقيا، وروما، بالإضافة لبعض البلدان التي انقرضت منها منذ آلاف السنين مثل إنكلترا. كانت النمور تُشحن منذ عام 186 ق.م إلى روما لتشارك في الألعاب التي كانت تقام في المدرجات كمصارعة أنواع أخرى من الحيوانات الغريبة عن الرومان، ولإعدام المجرمين والعبيد على مرأى الناس، وكانت هذه النمور تأتي بمعظمها من أفريقيا وآسيا الصغرى. كذلك كانت النمور المستأنسة شائعة في الهند، بلاد الشام وما بين النهرين، وفي البلاط الإمبراطوري الروماني، كما امتلك جون الأول ملك إنكلترا عددا من النمور كان يحتفظ بها في معرض وحوش في برج لندن خلال القرن الثالث عشر؛ وقرابة العام 1235 قدّم الإمبراطور فريدريك الثاني، إمبراطور الإمبراطورية الرومانية المقدسة، ثلاثة أفراد من هذه النمور إلى ملك إنكلترا هنري الثالث. إن استخدام النمر اليوم كشعار للرياضة وللبلدان محصور تقريبا في إفريقيا، على الرغم من أن الكثير من المنتجات والبلدان حول العالم تستخدمه اليوم أيضا كشعار لها، كما أن استغلال النمور تجاريّا يُعد أمرا حديثا، فبعد أن ازدهرت صناعة الملابس الثمينة في عواصم الموضة العالمية، ازداد الطلب على فراء النمور وكان من شأن هذا نشوء سوق سوداء للمتاجرة بجلود هذه الحيوانات في البلدان الآسيوية بشكل خاص. تُستغل النمور أيضا عن طريق الصيد والسياحة، حيث يقوم بعض ملاك الأراضي في أفريقيا، والتي تعيش فيها نمور، بتقديم فرصة للسائح الأجنبي بصيد نمر على أرضه واحتفاظه به كتذكار مقابل مبلغ من المال، وهناك أخرون قاموا بتحويل مزارعهم إلى محميات طبيعية ليزورها السائحون ويشاهدوا النمور بحالة برية طبيعية.

### في السياحة

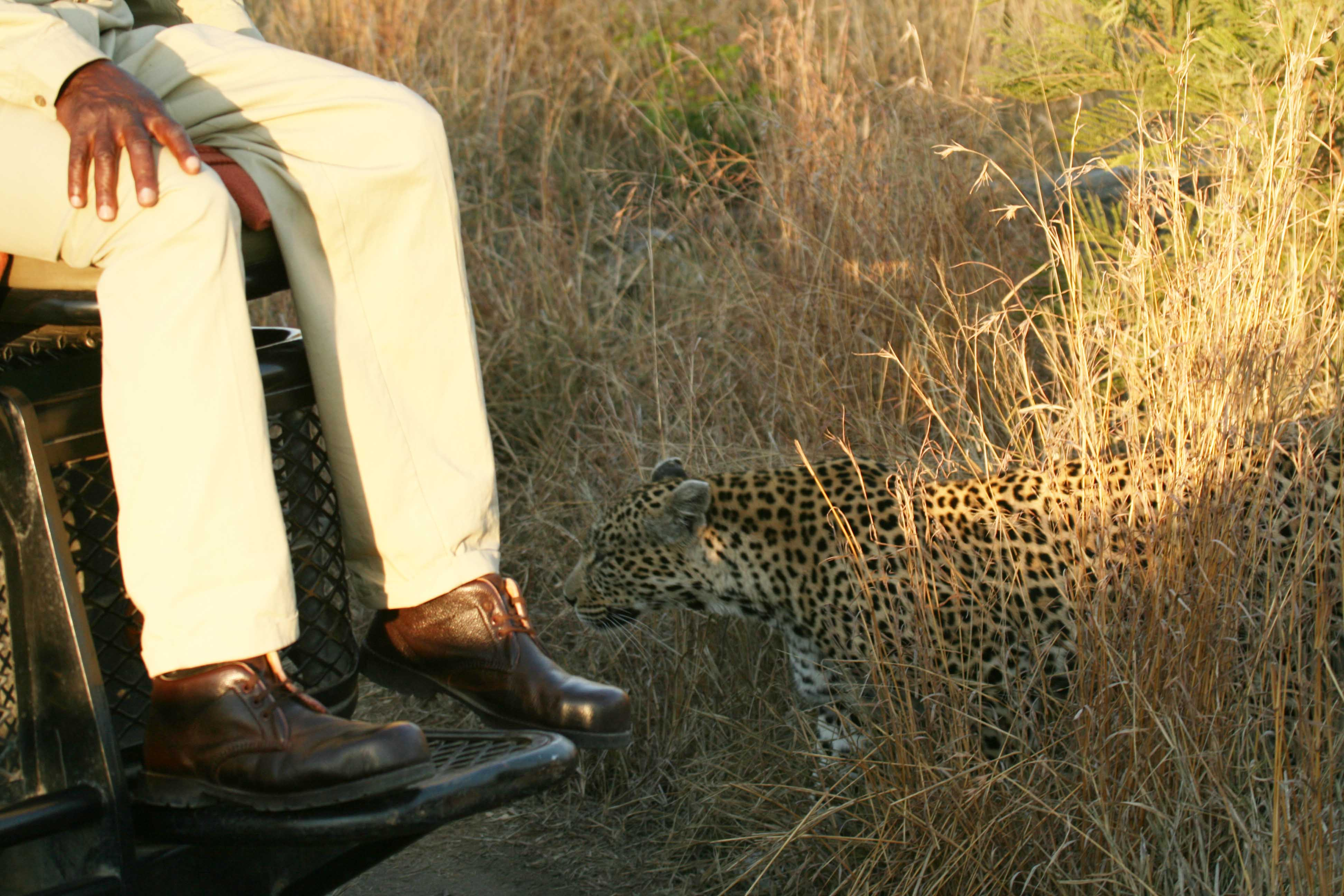
نمرة في محمية سابي ساند بجنوب أفريقيا بالقرب من سيارة سفاري، لاحظ مدى امكانية الاقتراب من هذه السنوريات في تلك المنطقة.

يُعد النمر أحد أكثر الحيوانات التي تصعب رؤيتها في البرية، على الرغم من حجمه الذي يجعله واضحا للعيان، وذلك بسبب فرائه المرقط الذي يدمجه مع بيئته الجافة وبسبب نشاطه بالليل وعاداته بتسلق الأشجار حيث يخفيه فرائه عن العيون. تُعتبر محمية طرائد سابي ساند الخاصة للطرائد في جنوب أفريقيا أفضل موقع لرؤية النمور في البرية، حيث تعد هذه السنوريات معتادة على سيارات السفاري ويمكن رؤيتها بشكل يومي على مسافة قريبة جدا. وفي آسيا يُعتبر منتزه يالا الوطني في سريلانكا أفضل مكان لرؤية هذه الحيوانات، إلا أنه حتى في هذا المكان لا يُعد مضمونا الالتقاء بأي نمر لأن أكثر من نصف المنتزه مغلق أمام العامّة، مما يسمح للنمور بأن تزدهر وتزداد أعدادها. ومن المواقع الأخرى المعروفة بنمورها، منتزه ويلباتو الذي أعيد افتتاحه مؤخرا، في سريلانكا أيضا. تنتشر النمور بشكل واسع في الهند، مما يؤدي إلى عدد من النزاعات مع البشر، ومن المنتزهات الوطنية التي يمكن رؤية النمور فيها بالهند، منتزهات ماديا براديش وأوتاراخند.

### في علامات النبالة

شعار الصومال، يستخدم نمرين كدعامتين.

تُستخدم صورة الأسد الوديع "passant" أو «النمر» كشعار في النبالة، حيث تظهر غالبا في مجموعات من ثلاثة. تفتقد نمور النبالة إلى الرقط وتحمل لبدة على أعناقها، مما يجعلها مماثلة تقريبا لأسود النبالة، وغالبا ما يتم استعمال الإثنين بالتبادل. تظهر شعارات الأسود أو النمور هذه على شعار إنكلترا والكثير من مستعمراتها السابقة؛ أما اليوم فتظهر صور أكثر شبها بالنمور المرقطة على شعارات عدد من الدول الأفريقية مثل بنين، ملاوي، الصومال، جمهورية الكونغو الديمقراطية، والغابون التي تضع صورةً لنمر أسود.

### النمور آكلة الإنسان

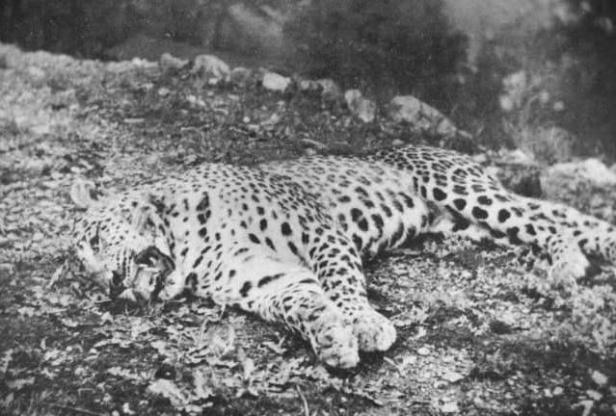
"نمر بانار" المسؤول عن مقتل 400 شخص، بعد أن قتله جيم كوربت عام 1910.

على الرغم من أن النمور كانت مفترسة لرئيسيات منتصبة قريبة للإنسان العاقل، من شاكلة القرد الجنوبي والإنسان الماهر، فإنها تتجنب البشر أغلبية الأحيان، إلا أنه يحصل أن تستهدفهم أحيانا أخرى. تفضل معظم النمور السليمة الطرائد البرية على البشر، إلا أن النمور الهرمة، المريضة أو المصابة، أو تلك التي تعاني من نقص في مخزون طرائدها، تبدأ باستهداف الإنسان والنظر إليه كطريدة، وقد يعتاد البعض منها على هذا الأمر مما يحولها إلى مصدر خطر كبير. ومن أشهر حالات النمور مفترسة الإنسان، حالتين وقعت كلتاهما في الهند، الأولى كانت حادثة «نمر رودرابراياغ» الذي قتل ما يزيد عن 125 شخصا على الأرجح، والثانية هي حادثة «نمر بانار» الذي قتل ما يزيد عن 400 شخص بعدما أصابه صيّاد برصاصة جعلته غير قادر على صيد الطرائد الطبيعية. قتل كل من هذين النمرين على يد الصياد البريطاني جيم كوربت. تُعتبر النمور آكلة الإنسان جريئة بالمقارنة مع السنوريات الطبيعية وحتى آكلة الإنسان الأخرى، حيث أنها تدخل المستوطنات البشرية بحثا عن طريدة بشكل متواتر أكثر مما تفعله الأسود والببور آكلة البشر. وصف الكاتب والصياد الهندي، كينيث أندرسون، الذي كان لديه خبرة مع النمور مفترسة الإنسان، هذه الحيوانات على أنها أشد خطورة من الببور حيث قال: 
| نمر                                                             | على الرغم من أن الأمثلة على هكذا حيوانات نادرة نسبيّا، إلا أنها عندما تحصل تُظهر النمر على أنه أداة دمار مساوية لقريبه الأكبر حجما بأشواط، الببر. وبسبب حجمه الأصغر، فهو يستطيع أن يخفي نفسه في أماكن يستحيل على الببر دخولها، كما أن حاجته للماء أقل بكثير، وفي الحقيقة يمكن القول أن به مسّ شيطاني يجعله مخادعا وجريئا، أضف إلى ذلك الشعور بالرهبة الذي يبعثه بالنفوس عند تنقله خفية وانسلاله عندما يهدده الخطر، مما يجعل أن لا مثيل له... | نمر |
| — تسعة أكلة بشر وخبيث واحد، الفصل الثاني:شيطان غومالابور المرقط | |     |

تبقى النمور أقل احتمالا من أن تتحول لافتراس الإنسان من الأسود والببور بسبب إمكانيتها البقاء عن طريق الاقتيات على الطرائد صغيرة الحجم فقط دون الطرائد الكبيرة، على العكس من أقاربها. إلا أن النمور قد تُجذب إلى القرى البشرية بسبب المواشي والحيوانات المنزلية، وبشكل خاص الكلاب، وقد تلجأ بعد ذلك إلى افتراس الإنسان إن تطلبت منها الظروف ذلك ولم يتوافر أي مصدر غذاء أخر.

### في الميثولوجيا والحضارة البشرية

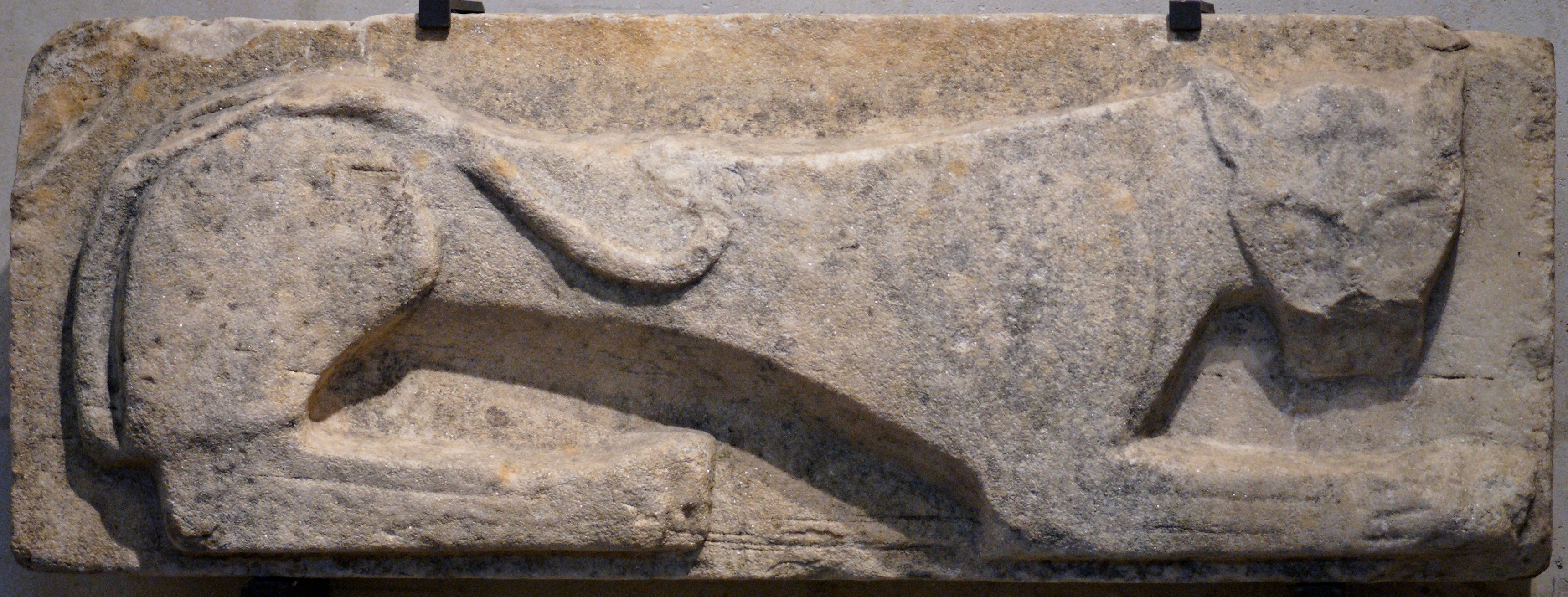
نحت لنمر في معبد أبولو، ثاسوس، كافالا، قرابة العام 640 ق.م.

ينظر البشر إلى النمور بطرق مختلفة عبر أنحاء موطنها الشاسع، فهي تارة تعتبر رمزا للأناقة والنبل والقوة، وتارة رمزٌ للخطيئة الشر. فالنمور هي شعار المحاربين والملوك في عدّة حضارات، بسبب ما تظهره من قوة وشجاعة ودهاء أمام طرائد تفوقها حجما وأعداء أقوى منها بنية، ومن أبرز الأمثلة على الدول التي لا تزال تنظر للنمر على أنه رمز مهم، دولة بنين، حيث يُعتبر فراء هذه الحيوانات شعار أو علامة زعيم القبيلة. كانت علاقة البشر بالنمور في مملكة داهومي (بنين حاليّا) قوية للغاية؛ إذ أن الملوك كانوا يقولون أنهم متحدون مع النمر في جسد واحد؛ لذا فإن أبناء الشعب كانوا يطلقون على أنفسهم في بعض الأحيان لقب «أبناء النمر». يسود اعتقاد عند شعب الإيجبو أن الشخص عندما يموت، فإنه يولد مجددا على هيئة فيل أو نمر بحال كان صالحا في حياته.
يظهر الإله أوزيريس من الميثولوجيا المصرية وهو يرتدي فراء نمر؛ لذا فقد كانت هذه الحيوانات تعتبر شعارا للإله حيث كان الكهنة يرتدون الفراء كسمة مميزة لهم تدل على خدمتهم لمعابده. يبرز النمر أيضا في بعض قصص التوراة اليهودية، حيث تفيد أحد القصص أن آدم وحواء عندما هبطا من الجنة كانا يرتديان جلد نمر وقع في وقت لاحق بيد نمرود بن كنعان، الذي استخدمه ليدعوا الحيوانات البرية إليه عند الخطر، فأطلق عليه لقب «مروض النمور». وُصف النمر في العهد القديم على أنه لاحم خطر لا يؤتمن له.
تُصوّر الأساطير والروايات الصينية الجانب الإيجابي من النمر عوضا عن الجانب الشجاع والمحارب الذي يظهر به في أكثرية ميثولوجيا الحضارات الأخرى، فقد عُثر على أثار تحمل صورة هذا الحيوان كشعار لها، حيث يبدو وهو يقف على 3 قوائم باسط لقائمة واحدة، كما تظهر حيوانات النبالة على دروع الملوك والفرسان الأوروبيين من العصور الوسطى، وبعض الدول اليوم. بقي اسم النمر مرتبطا بالحروب حتى المرحلة المعاصرة، حيث أعطي كاسم لنوعين من الدبابات الألمانية: ليوبارد 1 وليوبارد 2، ونوع من الدبابات الإسبانية: ليوبارد 2 إي. يُعتبر الفيلسوف الإغريقي أرسطو الوحيد بين العلماء والباحثين القدماء الذي لم ينظر إلى النمور نظرة إيجابية كما فعل غيره، إذ أنه كان لا يراها على أنها حيوانات شجاعة وقوية تفرض الاحترام، ففي إحدى مؤلفاته يضع النمر مع حيوانات أخرى توحي بالغباء والجبن، وهي الأرنب، الفأر، الضبع، والحمار.
كان النمر مصدر لأسماء حيوانات أخرى مرقطة برقط مشابهة له، فاليغور مثلا أطلق عليه المستكشفون البرتغاليون للبرازيل اسم النمر الأمريكي في بداية الأمر، كذلك أطلق اسم القرش النمري على أحد أنواع القروش بسبب جلده المبرقش، والزنبق النمري على نوع من أنواع الزنبق. وفي اللغة العربية، يُطلق البعض على أولاده الذكور اسم نمر، ونمرة على البنت في بعض الأحيان.

## وصلات خارجية
- النُمور في فلسطين.
- مُلاحظات سُلوكية على النِمر العربي في مركز حيوانات شِبه الجزيرة العربية بالشارقة، دولة الإمارات العربية المُتحدة.
- النِمر الصيني في حديقة حيوانات نوين كيرشِن في ولاية سارلاند بألمانيا.
- صور ومعلومات عن النمور.
- النمور من موقع السنور البري.
- صيانة ضواري ونمور جنوب أفريقيا.
- ملخص عن النمور من مؤسسة الحياة البرية الأفريقية.
- النمر الإفريقي.
- ملف الأنواع من حافظي الطبيعة: النمر.
- جمعية الحفاظ على النمر الفارسي.
- صور وأفلام عن النمور العربية (Panthera pardus nimr) من آركيف.
- صور وأفلام عن النمر السريلانكي (Panthera pardus kotiya) من آركيف.
- مركز العناية بالسنوريات الكبيرة الذي يؤمّن ملجأ لأكثر من 50 سنور كبير.
- النمور والرقط على الأذنين والذيل من حديقة حيوانات سان ديغو.